# 철학적 염세주의

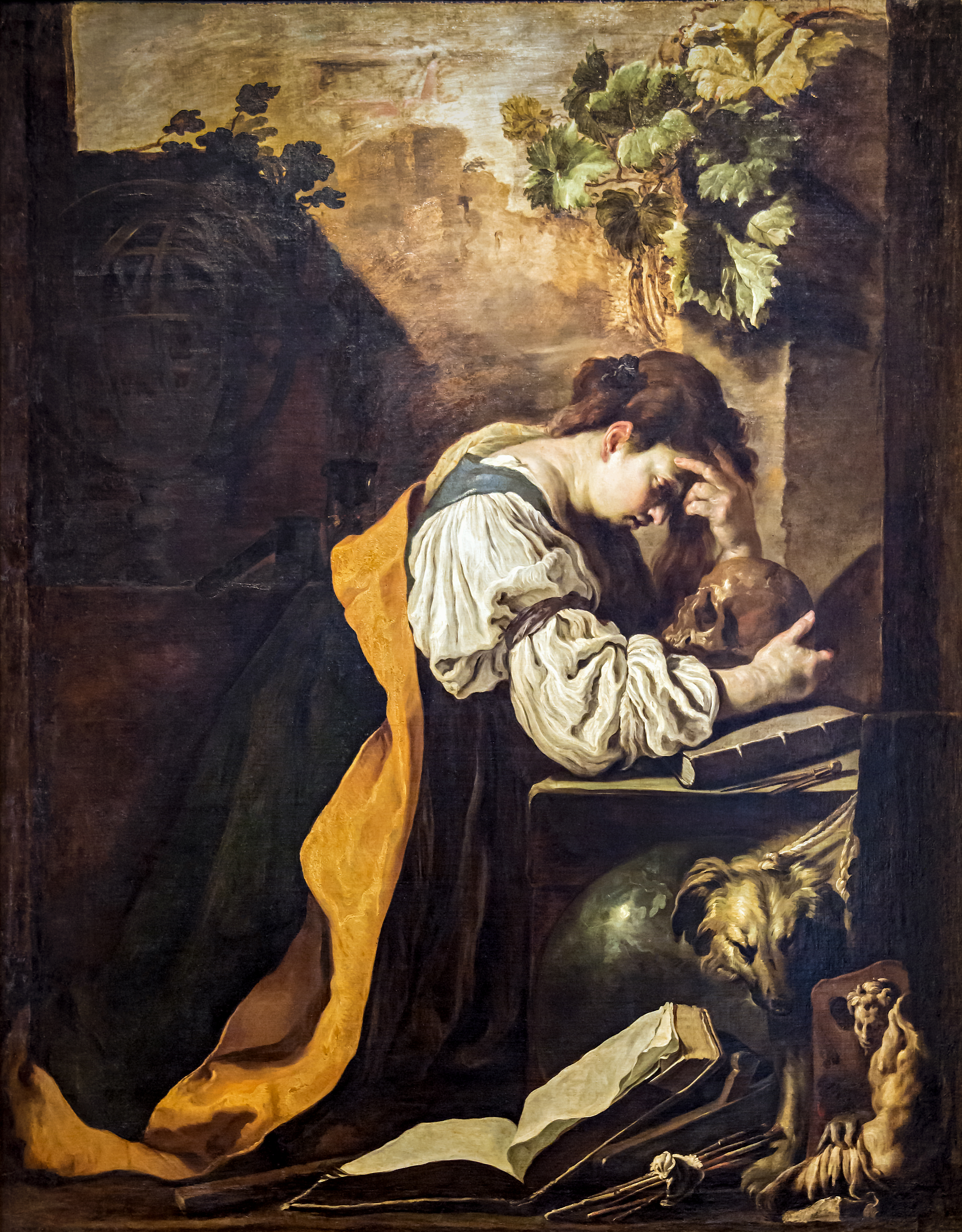
Domenico Fetti의 멜랑콜리 (1612). 죽음, 괴로움 그리고 무의미함은 철학적 염세주의의 주요 주제들이다.

철학적 염세주의(Philosophical pessimism)은 삶 혹은 존재에 부정적인 가치를 부여하는 철학적 관점들이다. 철학적 염세주의자들은 세상은 쾌락보다 고통의 경험적 우세를 포함하고, 존재는 존재론적으로 혹은 형이상학적으로 생명체에 반대되고, 삶은 근본적으로 무의미하거나 맹목적이라고 흔히 주장한다. 철학적 염세주의는 단일한 일관된 운동이 아니라 유사한 사상을 가지고 서로 닮은 느슨하게 연관된 사상가 집단이다. 삶의 조건에 대한 그들의 반응은 매우 다양하다. 철학적 염세주의자들은 일반적으로 인간의 곤경에 대한 해결책으로 자살을 옹호하지 않는다. 그러나 많은 사람들이 반출생주의, 즉 비출산을 채택하는 것을 선호한다.

## 정의
pessimism (염세주의)이라는 단어는 "최악"을 의미하는 라틴어 pessimus에서 유래됐다. 많은 철학적 염세주의 학자들은 염세주의를 삶이 살 가치가 없고 존재하지 않는 것이 존재하는 것보다 낫다는 견해와 동일시한다. 그러나 삶의 나쁜 점이 좋은 점보다 더 크다는 주장과 같은 추가 주장으로 염세주의의 정의를 확장하거나 다른 방식으로 정의하는 사람들도 존재한다.

## 주제
어떠한 되풀이되는 주제들은 계속해서 나타난다:
- 삶은 살 가치가 없다 — 염세주의자들의 가장 흔한 주장들 중 하나는 삶은 살 가치가 없다는 것이다. 짧게 말하면, 염세주의자들은 존재를 전반적으로 생명체에 해로운 영향을 미치는 것으로 본다: 사는 것은 나쁜 위치에 처하는 것이다.
- 나쁨이 좋음보다 우세하다 - 일반적으로, 나쁨이 좋음보다 우세하다. 이것은 두 가지 방식으로 이해될 수 있다. 첫째로, 좋음과 해악의 양들을 무시하고, 괴로움은 좋음에 의해 보상될 수 없다고 주장할 수 있다. 둘째로, 좋은 것들보다 나쁜 것들이 우세하다고 주장할 수 있다.
- 비존재가 존재보다 낫다 - 존재가 나쁘기에, 태어나지 않는 것이 낫다. 이 점은 두 가지 방식 중 하나로서 이해될 수 있다. 첫째로, 어떠한 개인일지라도, 그들이 아예 존재하지 않는 것이 더 나았을 것이라고 주장할 수 있다. 둘째로, 다양한 염세주의자들이 세계의 비존재가 그것의 존재보다 나을 것이라고 주장했다.

## 염세주의 사상의 발달
염세주의적 정서들은 종교들과 다양한 철학자들의 작품들 속에서 발견될 수 있다. 최초로 왜 세상에 그렇게 많은 비참함이 있는지에 대한 해명을 제공하고 염세주의가 큰 역할을 맡는 완전한 철학적 체계를 구성한, 독일 철학자 아르투어 쇼펜하우어의 작품들과 함께 전통에서의 큰 발전이 시작됐다.

### 고대
고대 인도에서 기원한 불교의 주요 요점들 중 하나는, 삶이 괴로움과 불만족스러움으로 가득하다는 주장이다. 이것은 사성제에서 고로 알려져있다.
중동에서 기원한, 아브라함 종교로부터의 전도서에서, 저자는 인간 삶의 무의미함을 애통애하고, 삶을 죽음보다 나쁜 것으로 보고, 존재하게 되는 것에 대하여 반출생주의적 정서들을 표현한다. 이러한 관점들은 기독교에서 기인하는 종교 운동인, 신체는 영혼의 "감옥"의 일종으로 간주되고, 세계는 지옥의 일종으로 간주되는 영지주의에서 중점이 된다.
고대 그리스에 생활한 키레네의 헤게시아스는 끊임없는 신체적 아픔과 목표들을 모두 달성하는 것의 불가능성으로 인하여 영속하는 행복은 실현될 수 없다고 주장했다.

### 19세기 독일
아르투어 쇼펜하우어는 그가 형이상학, 미학, 인식론, 그리고 윤리학 — 모두 세계에 대한 염세주의적 관점과 연결되어있다 — 을 통하여 세계에 대한 해명을 제시한, 완전한 철학적 체계를 구축한 최초의 철학자였다. 쇼펜하우어는 세계가 두 측면을 갖는 것으로 보았다  — 의지와 표상. 의지는 순수한 분투이고, 맹목적이고, 끊임없고, 끝이 없다, 이것은 모든 것의 내적 본질이다. 표상은 우리가 우리의 특별한 인지능력으로 세계를 인지하는 방식이다, 이것은 우리가 우리의 인식으로부터 객체를 구성하는 방식이다.
생명체에서, 의지는 삶에의 의지의 형태를 취한다 — 자기 보존 혹은 욕망들을 만족시키려고 분투하는 것으로서 나타나는 생존본능. 그리고 이 삶에의 의지가 우리의 내적 본질이기에, 우리는 항상 불만족스럽다, 하나의 만족된 욕망은 또다른 것을 향하여 분투하게끔 만들기 때문이다. 그러나, 우리가 저 끊임없는 의지와 함께 할 수 있는 무엇이 있다. 우리는 미적 명상 도중 혹은 도덕적 태도를 일구어냄으로써 일시적인 휴식을 취할 수 있다. 우리는 또한 금욕주의로써 삶에의 의지를 보다 더 영구적으로 패배시키고, 평정심을 얻을 수 있다.

### 20세기 및 21세기
20세기와 21세기에 많은 사상가들이 철학적 염세주의를 재검토하고 활력을 불어넣었는데, 이는 주로 아르투어 쇼펜하우어와 그의 동시대 사람들의 작품에서 영향받았다. 이러한 작가들에게 염세주의는 현대적 존재 비판이 시작될 수 있는 새로운 형이상학적, 윤리적 관점을 제공한다. 철학적으로 염세적인 견해를 표명한 20세기와 21세기의 저명한 작가로는 에밀 시오랑, 페테르 베셀 삽페, 유진 태커, 토머스 리고티, 데이비드 베네타, 드류 M. 달튼, 훌리오 카브레라가 존재한다.

## 주요 주장들
철학적 염세주의를 뒷받침하는 가장 흔한 주장을 여기서 간략하게 제시한다.

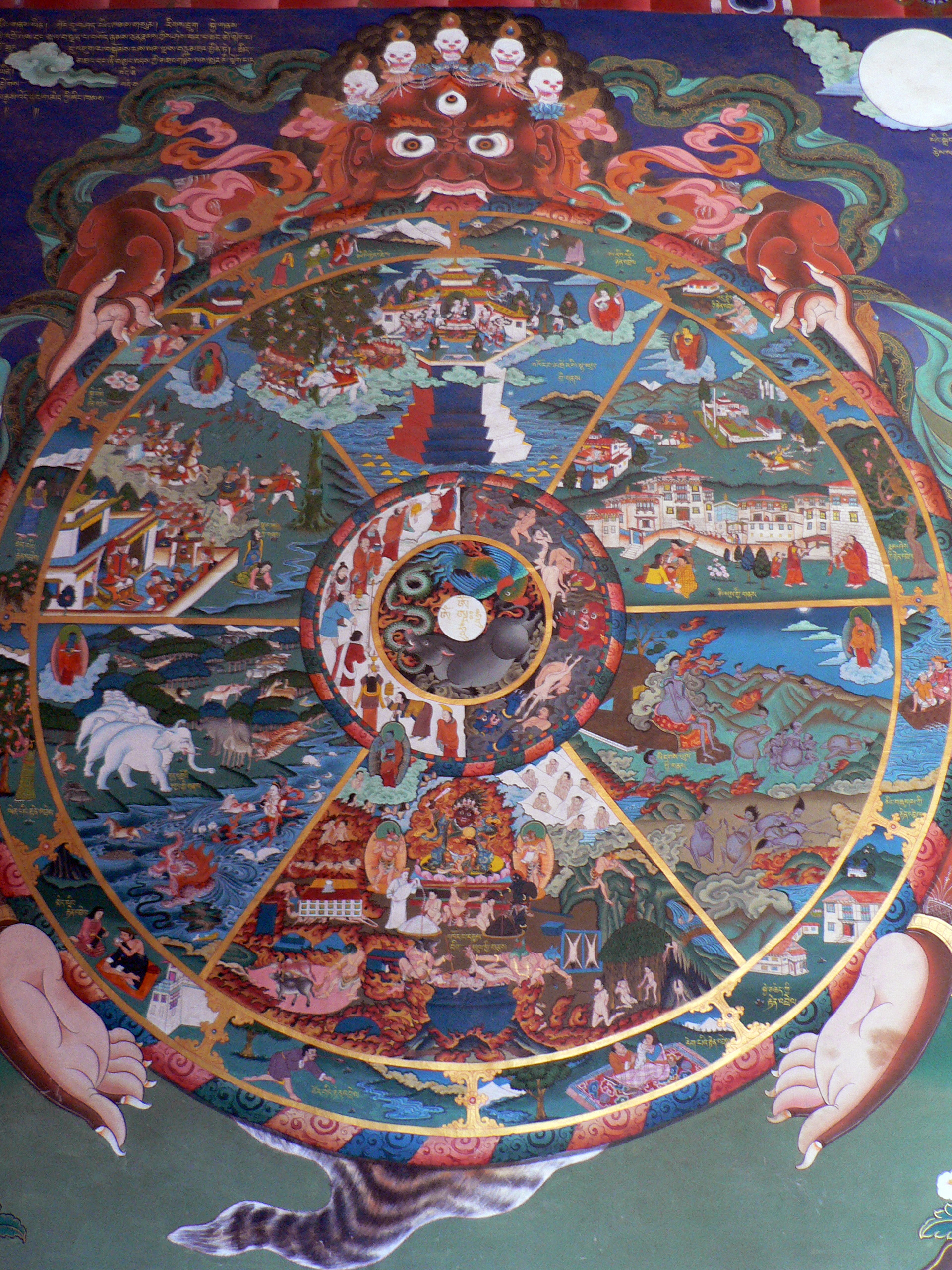
육도윤회도, 혹은 생명의 바퀴는 불교에서 윤회의 순환을 시각적으로 표현한 것으로, 존재의 삼특성인 고(고통이나 불만), 무아, 무상의 상호연결성을 보여준다.

### 존재의 삼특성
불교에 의하면, 끊임없는 불만족(고)은 모든 지각있는 존재의 본질적인 특징이다. 모든 생명체는 생로병사의 고통을 겪어야 한다. 자신이 갖고 있지 않은 것을 원하고, 자신이 싫어하는 것을 피하고, 자신이 잃은 긍정적인 것에 대한 상실감을 느낀다. 이러한 모든 유형의 노력(갈애)은 괴로움의 근원이며, 외부적이기보다 모든 생명체의 내재적인 악덕(탐욕, 정욕, 시기, 방종 등)이다.
불교에서 고의 개념은 존재의 다른 두 가지 특성, 즉 무아와 무상과 밀접한 연관이 있다. 무아는 영구적이고 불변하는 자아가 없다고 제안한다. 오히려 우리가 "자아"라고 생각하는 것은 변화하는 현상의 모음이다. 이러한 깨달음은 고에 대한 더 깊은 이해로 이어질 수 있는데, 거짓된 자아감에 대한 집착이 고통에 기여하기 때문이다.
무상은 모든 것이 끊임없이 변화하는 상태에 있다는 것을 강조한다. 기쁨과 슬픔을 포함하여 우리가 경험하는 모든 것은 일시적이다. 이 무상함은 경험이나 정체성에 집착하면 그것들이 바뀌거나 존재하지 않게 될 때 필연적으로 실망과 고통으로 이어진다는 것을 의미한다.
이 삼특성은 불교의 관점에서 근본적으로 부정적인 생명관을 나타낸다. 불교의 중심 개념 중 하나가 해탈 혹은 열반이기에 이는 존재의 비참한 본질을 강조한다. 팔정도를 통한 깨달음을 위해 노력해야 할 필요성은 이 관점에서 삶이 고통, 영원한 자아의 부족, 불가피한 변화를 특징으로 한다는 것을 강조한다. 따라서 삶 자체의 가치는 의심스러워 보이며 불교 수행자에게 고통 혹은 윤회의 순환에 대한 더 깊은 이해와 그에 따른 해방을 요구한다.

### 쾌락은 우리의 존재에 긍정적인 것을 더해주지 않는다
많은 철학자들이 쾌락이 중립적 상태를 넘어 우리의 행복에 긍정적인 영향을 미친다는 것을 근본적으로 부정하며 쾌락에 대한 비판을 내놓았다.

#### 단순 고통의 부재로서의 쾌락
쾌락에 대한 특별한 비판은 플라톤까지 거슬러 올라가는데, 그는 우리가 경험하는 대부분의 쾌락은 고통으로부터의 해방 상태이며, 어리석은 자들이 중립적인 고통 없는 상태를 행복과 혼동한다고 말했다. 에피쿠로스는 이 생각을 한계까지 밀어붙여 "쾌락의 거대함의 한도는 고통을 줄 수 있는 모든 것을 제거하는 것이다"라고 주장했다. 따라서 에피쿠로스학파에 의하면, 사람은 고통, 불안, 괴로움, 두려움, 짜증, 후회, 걱정 등에서 자유로워지는 것보다 더 나은 상태에 있을 수 없다.
너트슨에 의하면, 우리가 그렇게 생각할 수 있는 몇 가지 이유가 있다. 첫째, 우리는 한 경험이 특정한 불편함이 없다는 것을 인식함으로써 그 경험이 다른 경험보다 낫다고 말할 수 있다. 그리고 우리는 여러 경험에 대해 그렇게 할 수 있고, 따라서 불편을 없애는 것에만 의존하여, 더 나은 기분을 느끼는 것이 무엇을 의미하는지 설명할 수 있다. 둘째, 완전히 불편하지 않은 상태보다 더 나은 특정한 경험의 특질을 찾는 것은 어렵다. 셋째, 긍정적인 쾌락을 불러일으키지 않고도 행동을 설명할 수 있다. 넷째, 경험이 특정한 불완전함(불쾌한 특질)을 갖는 것이 무엇을 의미하는지 이해하기 쉽지만, 경험이 중립적인 것보다 진정으로 더 낫다는 것이 무엇을 의미하는지는 명확하지 않다. 마지막으로, 부정적 그리고 중립적 상태만 있는 모델은 긍정적 경험의 종류를 포함하는 모델보다 이론적으로 더 간단하다.

#### 진정으로 긍정적인 상태는 없다
이 관점의 더 강력한 견해는 방해받지 않거나 중립적인 상태가 없을 수도 있다는 것이다. 적어도 모든 상태에서 피로, 짜증, 지루함, 걱정, 불편함 등과 같은 불만족스러운 품질을 알아차릴 수 있다는 것은 타당하다. 중립적인 상태 대신 단순히 "기본" 상태, 즉 시간이 지나면서 익숙해지고 아무것도 하지 않도록 깨우친 반복적이지만 사소한 좌절과 불편함이 있는 상태가 있을 수 있다.

#### 단순 분투로부터의 구제로서의 쾌락
쇼펜하우어는 고통만이 긍정적이라고 주장했다. 즉, 고통만이 직접적으로 느껴진다는 것이다. 고통은 우리의 의식에 즉시 추가되는 것으로 경험된다. 반면에 쾌락은 항상 부정적일 뿐이므로 우리의 경험에 이미 존재하는 것을 제거할 뿐이고 간접적이거나 매개적인 방식으로만 경험된다. 그는 쾌락은 항상 고통으로부터의 해방일 뿐이라는 부정성 이론을 내놓았다. 후기 독일 염세주의자들인 율리우스 반센, 에두아르트 폰 하르트만, 필립 마인랜더도 매우 유사한 견해를 가졌다.
고통은 두 가지 방법 중 하나로 제거할 수 있다. 첫번째 방법은 욕망을 만족시키는 것이다. 분투하는 것은 고통이기에 욕망이 충족되면 고통은 잠시 멈춘다. 두번째 방법은 주의를 돌리는 것이다. 우리가 결핍된 것, 즉 욕망에 주의를 기울이지 않을 때 우리는 일시적으로 평화를 얻는다. 이는 지적이고 미적인 경험의 경우에 발생한다.
갈망은 우리가 외부 대상에 주의를 기울이거나 현재 상황에서 원치 않는 것을 알아차릴 때 발생할 수 있다. 이것은 현재 상태에 대한 무언가를 바꿔야 한다는 본능적인 욕구로 경험된다. 우리가 그러한 갈망을 전혀 느끼지 못할 때 우리는 만족하거나 평온하다. 우리는 우리의 경험에 대해 어떤 것도 바꿔야한다는 긴박감이나 필요성을 느끼지 못한다.

#### 괴로움에 진정으로 대응하는 것은 없다
또는, 어떤 주장된 즐거운 상태에 대해서도, 면밀히 살펴보면, 그것을 고통에 대한 긍정적이거나 진정한 대응물로 만들 만한 어떤 것도 찾을 수 없다고 주장할 수 있다. 경험이 진정으로 긍정적이려면 고통과 경험적으로 반대돼야한다. 그러나 어떤 경험이 다른 경험의 반대가 되려면 무엇이 필요한지 이해하기 어렵다. 대조되는 것으로 여겨지는 경험의 별개의 축(뜨거움과 차가움, 시끄러움과 고요함)이 있는 것처럼 보일 뿐이다. 그리고 경험적 반대라는 개념이 합리적이라고 인정하더라도, 면밀한 조사를 견뎌낼 그러한 경험의 명확한 예를 실제로 찾는 것은 어렵거나 불가능하다. 긍정적이고 부정적인 경험이 같은 축에 놓여 있지 않고, 오히려 서로 상호작용하는 두 개의 별개의 체계로 구성돼있다는 신경과학적 증거가 있다.

### 삶은 보상되지 않는 악을 내포한다
삶에 대한 부정적 견해에 관한 한 가지 주장은 악이 무조건적으로 용납될 수 없다는 인식이다. 악이 있으면 좋은 삶은 불가능하다. 이러한 사고방식은 "세계의 아픔과 악은 ... 서로 가장 공정한 관계에 있더라도, 실제로 선에 훨씬 못 미치더라도, 그럼에도 불구하고 어떤 식으로든 절대 존재해서는 안 될 것이다"라는 의지와 표상으로서의 세계에서의 쇼펜하우어의 주장에 근거한다. 여기의 견해는 어떠한 선도 경험된 악을 지울 수 없다는 것이다. 왜냐하면 그것들은 다른 특질이나 중요성을 가지고 있기 때문이다.
쇼펜하우어는 선과 악의 중요한 차이점을 자세히 설명하면서, "세계에 선이 더 많은지 악이 더 많은지 논쟁하는 것은 근본적으로 요점이 아니다. 왜냐하면 악의 존재 자체가 이미 문제를 결정짓기 때문이다. 왜냐하면 악은 그것과 함께 또는 그것 뒤에 존재할 수 있는 어떤 선에 의해서도 상쇄될 수 없고, 따라서 균형을 잡을 수 없기 때문이다."라고 말하고, "수천 명이 행복하고 즐겁게 살았다 하더라도, 그것은 결코 단 한 사람의 불안과 고통스러운 죽음을 없앨 수 없을 것이다. 그리고 나의 현재의 안녕은 나의 이전의 고통을 되돌릴 수 없다"고 덧붙였다.
이 주장을 해석하는 한 가지 방법은 한 가지가 다른 것을 어떻게 보상할 수 있는지에 초점을 맞추는 것이다. 선은 악을 보상할 수 있는데, 이는 a) 같은 주체에게 일어날 때, b) 동시에 일어날 때이다. 선이 같은 주체에게 일어나야 하는 이유는 불행한 사람은 즐거운 사람의 행복을 느낄 수 없기 때문에 그에게 아무런 영향을 미치지 못하기 때문이다. 선이 동시에 일어나야 하는 이유는 미래의 기쁨이 시간적으로 거꾸로 작용하지 않기 때문에 고통받는 개인의 현재 상태에 아무런 영향을 미치지 못하기 때문이다. 그러나 이러한 조건이 충족되지 않으므로 삶은 살 가치가 없다. 여기서 진정한 긍정적인 쾌락이 있는지 여부는 중요하지 않다. 쾌락과 고통은 경험적으로 분리되어 있기 때문에 악은 보상되지 않은 채로 남는다.
부정성 논제의 또 다른 해석은, 즉 선은 단지 부정적인 성격을 지닌다는 것인데, 부채와 상환, 범죄와 처벌의 은유를 사용한다. 여기서 단순히 악을 중단하는 것은 그것을 갚는 것으로 간주되지 않으며, 범죄를 저지르는 것을 중단하는 것이 그것을 보상하는 것으로 간주되지 않는 것과 마찬가지이다. 나쁜 것은 긍정적으로 좋은 것으로만 보상될 수 있으며, 범죄는 어떤 처벌로 대답돼야하고, 부채는 가치있는 것으로 갚아야 하는 것과 마찬가지이다. 선이 단지 악을 제거하는 것이라면, 그것은 적절한 종류가 아니기에 나쁜 것을 보상할 수 없다. 그것은 나쁜 것의 "빚을 갚을" 수 있는 긍정적인 것이 아니다.

### 끝없는 분투 때문에 괴로움은 삶에 본질적이다
아르투어 쇼펜하우어는 염세주의에 대한 선험적 논증을 도입한다. 이 논증의 기초는 지각있는 유기체(동물)가 구체화돼 환경의 특정 적소에 거주한다는 인식이다. 그들은 자기보존을 위해 투쟁한다. 욕구를 충족시키려는 분투는 모든 유기적 생명의 본질이다.
쇼펜하우어는 분투는 삶의 본질이라고 가정한다. 그는 모든 분투에는 고통이 포함된다고 주장한다. 따라서 그는 고통은 피할 수 없고 존재에 내재돼있다고 결론내린다. 이를 감안할 때 그는 선과 악의 균형은 전반적으로 부정적이라고 말한다.
고통이 삶의 근본적인 측면인 데에는 몇 가지 이유가 있다.
1. 만족은 달성하기 어렵다: 유기체는 항상 다양한 것을 향해 노력한다. 그들이 하나의 욕망을 만족시킬 때마다, 그들은 다른 것을 원하고 노력은 다시 시작된다.
2. 행복은 소극적이다: 욕구는 겉보기에 스스로 우리에게 오는 반면, 우리는 어느 정도의 기쁨을 경험하기 위해 노력해야한다. 게다가 쾌락은 특정한 욕망의 만족이거나 제거일뿐이다. 따라서 그것은 일시적으로 노력이나 욕구를 없애는 소극적인 경험일 뿐이다.
3. 분투는 고통이다: 분투가 만족되지 않는 한, 분투는 고통으로 경험된다.
4. 지루함은 고통이다: 욕망의 대상이 없는 것은 불편한 상태로 경험된다.

### 인간 삶의 필멸성
훌리오 카브레라의 존재론에 의하면, 인간의 삶은 구조적으로 부정적인 가치를 지닌다. 이 관점에 의하면, 인간의 삶은 각 개인의 삶에서 일어나는 특정한 사건 때문에 인간에게 불편함을 유발하는 것이 아니라, 그러한 인간 존재의 실존 또는 본질 때문에 불편함을 유발한다. 다음 특성은 카브레라가 "존재의 필멸성"이라고 부르는 것, 즉 구조적으로 부정적인 가치를 구성한다.
1. 인간이 태어날 때 획득한 존재는 감소(또는 "쇠퇴")하는 존재이다. 즉, 출현한 순간부터 끝나기 시작하여 단일하고 돌이킬 수 없는 쇠퇴와 쇠퇴 방향을 따르고, 이러한 완전한 완성은 몇 분에서 약 100년 사이의 언제든지 발생할 수 있다.
2. 인간은 존재한 순간부터 세 가지 종류의 마찰에 영향을 받는다. 육체적 고통(질병, 사고, 자연재해의 형태로 항상 노출됨), 낙담(행동을 계속하려는 "의지" 또는 "기분" 또는 "정신"이 부족한 형태로, 경미한 자살 충동에서 심각한 형태의 우울증까지), 다른 사람의 공격에 노출되는 것(험담과 중상모략에서 다양한 형태의 차별, 박해, 불의까지)이다. 이는 우리도 (마찬가지로 세 가지 종류의 마찰에 굴복한) 다른 사람에게 가할 수 있는 공격이다.
3. (a)와 (b)에 대항하기 위해 인간은 긍정적 가치(윤리적, 미적, 종교적, 쾌락적, 오락적 그리고 모든 종류의 인간적 실현에 포함된 가치)를 창조하는 방어기제를 갖추고 있고, 인간은 이를 끊임없이 활성화해야한다. 인간의 삶 속에 나타나는 모든 긍정적 가치는 대응적이고 완화적이다. 이는 삶 자체의 구조에서 발생하는 것이 아니라 쇠퇴하는 삶과 그 세 가지 종류의 마찰에 대한 영구적이고 불안한 투쟁을 통해 도입된 것이다. 그러나 그러한 투쟁은 언급된 마찰 중 어느 것에 의해서든 또는 존재의 점진적인 쇠퇴에 의해 언제든지 패배할 운명이다.

카브레라에게 있어서 이 상황은 그가 "도덕적 장애"라고 부르는 상황에 의해 더욱 악화된다. 즉, 어떤 주어진 순간에 누군가를 해치거나 조종하지 않고는 세상에서 행동하는 것이 구조적으로 불가능하다는 것이다. 그에 따르면, 도덕적 장애는 반드시 우리 안의 도덕적 결함 때문에 발생하는 것이 아니라 우리가 놓인 구조적 상황 때문에 발생한다. 인간 삶에서 창조되는 긍정적인 가치들은 좁고 불안한 환경 속에서 생겨난다.
인간은 부패하는 신체의 존재와 고통과 낙담으로 인해 복잡하고 전체적인 행동의 그물에 갇히고, 그 속에서 우리는 다양한 사회적 상황을 빠르게 이해하고 관련된 결정을 내려야한다. 우리 자신의 긍정적인 가치를 구축하려는 우리의 절실한 욕구가 다른 인간들의 활동을 해치지 않도록 하는 것은 어렵다. 다른 인간들도 마찬가지로 자신의 긍정적인 가치를 구축하려고 애쓰고 있다.

### 해악과 이익 사이의 비대칭성
데이비드 베네타는 사람이 존재하는 상황과 그 사람이 결코 존재하지 않는 상황을 비교할 때 해로움과 혜택의 부재/존재 사이에 상당한 차이가 있다고 주장한다. 이 주장의 출발점은 논란의 여지가 없는 다음과 같은 관찰이다.
1. 고통의 존재는 나쁘다.
2. 쾌락의 존재는 좋다.
그러나 고통과 쾌락의 부재를 고려하면 대칭성이 깨진다.
3. 고통의 부재는 그 좋음을 아무도 느끼지 않더라도 좋다.
4. 쾌락의 부재는 이 부재가 박탈되는 사람이 없다면 나쁘지 않다.
위의 내용을 바탕으로 베네타는 다음과 같은 사실을 추론한다.
- 사람이 존재하지 않는 경우에 고통이 없는 것이 사람이 존재하는 경우에 고통이 있는 것보다 낫다.
- 사람이 존재하지 않는 경우에 쾌락이 없는 것이 사람이 존재하는 경우에 쾌락이 있는 것보다 나쁘지 않다.

간단히 말해, 고통의 부재는 좋은 반면, 쾌락의 부재는 나쁘지 않다. 이로부터 세상에 태어나는 것으로 인해 영향을 받는 사람에게는 존재하지 않는 것이 존재하게 되는 것보다 유리하다는 결론이 나온다. 이것이 그의 반출생주의 주장, 즉, 존재하게 되는 것은 나쁘다는 견해의 초석이다.

### 삶에서의 쾌락과 고통 사이의 경험적 차이들
베네타는 염세주의를 뒷받침하기 위해 삶의 쾌락과 고통 사이의 일련의 경험적 차이점을 언급한다. 엄격히 시간적인 측면에서, 경험할 수 있는 가장 강렬한 쾌락은 단명하지만(예: 오르가즘), 가장 심한 고통은 훨씬 더 오래 지속될 수 있으며 며칠, 몇 달, 심지어 몇 년 동안 지속될 수 있다. 경험할 수 있는 최악의 고통은 또한 좋은 최고의 쾌락보다 질이나 크기가 더 나쁘고, "가장 즐거운 쾌락의 한 시간을 최악의 고문의 한 시간과 맞바꾸는 것"을 받아들일 것인지에 대한 사고 실험을 예로 제공한다.
독자들에게 "다른 동물을 잡아먹는 동물의 감정과 그 동물의 감정을 비교해보라"고 요청하며 비슷한 주장을 한 쇼펜하우어를 인용하는 것에 더해, 어떤 욕망은 결코 충족되지 않는 동안 자신의 욕망이 충족되는데 걸릴 수 있는 시간, 신체가 다치거나 손상되거나 병에 걸릴 수 있는 신속함과 때로는 결코 완전히 회복되지 않을 수도 있는 비교적 느린 회복 속도, 만성 통증의 존재에도 불구한 만성 쾌락의 비교적 부재, 모든 생명체가 노화 과정을 통해 겪게 되는 점진적이고 불가피한 신체적 정신적 쇠퇴, 삶 속의 나쁜 것들이 자연스럽게 우리에게 찾아오는 수고 없는 방식과 그것을 막고 좋은 것들을 얻기 위해 해야하는 노력, 인간 삶 전체에 대한 우주적 혹은 초월적 의미의 부재, 스피노자의 용어를 빌려, 베네타에게 우리의 삶은 우주의 관점에서, 즉 영원의 관점 아래에서 무의미하다.
베네타는 삶 속의 나쁜 것들이 인간이 삶 속의 좋은 것들을 감상하거나 적어도 그것들을 온전히 감상하는 데 어떤 의미에서 필요하다고 주장하더라도, 이러한 감상에 많은 나쁜 것들이 필요한지는 분명하지 않고, 나쁜 것들이 그런 의미에서 필요하지 않다면 우리의 삶은 그러했을 때보다 더 나빠질 것이라고 주장한다.
고통이 덧없고 쾌락이 오래 지속된다면, 고통이 나쁜 것보다 쾌락이 훨씬 더 좋다면, 다치거나 병드는 것이 정말 어렵다면, 다치거나 병이 들었을 때 회복이 빠르다면, 그리고 우리의 욕망이 즉시 충족되고 새로운 욕망에 굴복하지 않는다면, 인간의 삶은 더 나아질 것이다. 또한 우리가 수천 년 동안 건강하게 살고 지금보다 훨씬 더 현명하고 똑똑하며 도덕적으로 더 뛰어나다면, 인간의 삶은 엄청나게 나아질 것이다.

### 엔트로피, 부패와 종말

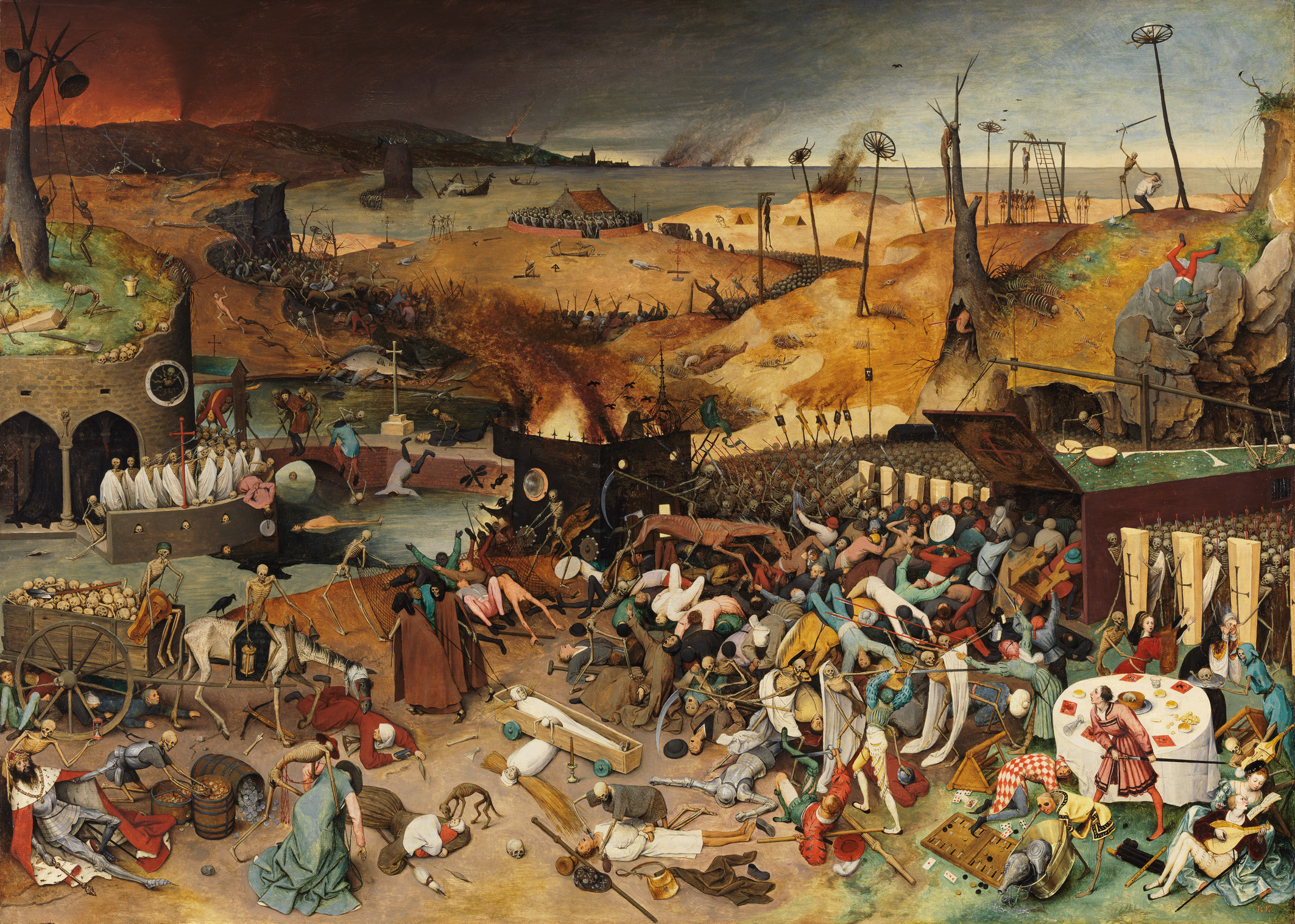
피터르 브뤼헐 더 아우더의 죽음의 승리 (1562년). 필립 마인랜더에 의하면, 신의 자살은 세계를 시작했으며, 그것과 함께 죽음에의 의지의 형이상학적 혹은 우주론적 목적론을 만들어냈고, 이로 인해 존재하는 모든 것은, 유기적이든 무기적이든, 신의 "썩어가는 시체"로서 멸망할 운명이다.

훌리오 카브레라, 필립 마인랜더, 드류 M. 달튼은 존재의 엔트로피, 쇠퇴, 종말의 개념을 특히 생명 속에 내재된 이러한 특징이 생명체에 미치는 집단적 갈등과 존재 자체의 궁극적 소멸이라는 맥락에서 탐구했다.
훌리오 카브레라의 존재의 종말체계에서 인간 존재의 본질은 출생순간부터 쇠퇴로 특징된다. 그는 인간이 본질적으로 쇠퇴하기 쉬우며, 그들의 존재는 쇠퇴를 향한 단일하고 돌이킬 수 없는 방향으로 나아간다고 가정한다. 이러한 쇠퇴와 이에 수반되는 세가지 유형의 마찰(신체적 고통, 낙담, 사회적 공격)에 대응하기 위해 인간은 궁극적으로 완화효과가 있는 긍정적인 가치를 만든다. 그러나 이러한 긍정적인 가치추구는 도덕적 장애라는 현상을 야기하는데, 이는 개인이 쇠퇴하는 존재에서 의미를 창조하려는 투쟁에서 부주의하게 다른 사람을 해치는 것을 의미한다.
필립 마인랜더는 존재의 근본적인 형이상학적 원리로 설정하는 "죽음에의 의지"라는 개념을 도입한다. 마인랜더는 신의 자기 희생의 산물인 세계가 신의 "썩어가는 시체"라고 주장하며, 존재하는 모든 것의 궁극적인 목표 또는 목적인은 결국 스스로를 근절하는 것이라고 주장한다. 이 관점에서 존재 내의 개별 의지의 다수성과 다양성은 삶에 대한 추구(즉, 삶에의 의지)를 통해 서로 투쟁하고 서로를 소모하여 신의 원래의 비존재 추구를 재촉한다. 마인랜더에 의하면, 우리가 존재의 본질에 대해 얻을 수 있는 가장 좋은 이해는 유기체적이고 살아있는 과정을 통해 "느려진" 우주적 소멸을 향한 추진력이다. 다시 말해, 삶은 세계의 절대적 망각을 달성하는 순전히 일시적인 단계로 나타나는 것이다. 식물, 동물, 그리고 마지막으로 인간에 이르기까지 모든 생명체는 그들의 삶에의 의지가 처음의 피상적인 시점에서 아무리 강렬해 보이더라도 무자비하게 멸망하고 존재하지 않게 된다. 그는 요약하며 "전우주는 존재에서 비존재로 나아가며 계속해서 그 힘을 약화시키고 [따라서] 끝이 존재한다. 그것은 끝이 없는 것이 아니라 순수한 절대적 무(無)로, 즉 nihil negativum으로 이어진다."
마인랜더의 과학적 염세주의는 쇼펜하우어가 세운 기초 위에 세워졌으나, 그는 "진정한 철학"은 내재적 또는 경험적 현실에 근거해야한다는 것을 강조함으로써 그와는 달리 초월적 혹은 영적 영역에 대한 모든 호소(예: 현실에는 하나의 통일된 의지가 있고, 이는 물자체이기에 존재의 초시간적, 무차별적, 비인과적 원리라는 쇼펜하우어의 관점)를 거부한다. 그는 자연과학이 존재를 이해하는 데 가장 좋은 기초를 제공하며, 현실의 전체가 실제로 다양한 개별의지로 구성돼있으며, 각자는 살고자 노력하나 동시에 궁극적으로는 다른 의지의 몰락과 쇠퇴를 일으킨다는 것을 밝힌다.
드류 M. 달튼은 이러한 주제를 특히 열역학 제2법칙과 현대 수학적 과학에 설명된 엔트로피의 렌즈를 통해 현대 과학적 이해에 근거지음으로써 확장한다. 그는 우주가 엔트로피 붕괴의 특징을 가지고 있으며, 모든 물질과 에너지가 끊임없이 소멸되고 존재 자체가 "비존재"되는 과정에 있다고 주장한다. 달튼은 존재하는 모든 것이 붕괴될 운명일 뿐만 아니라 이를 위해 적극적으로 작용하고 있다고 가정한다. 그는 존재를 "소멸적 기계"로 묘사하는데, 여기서 모든 존재는 자신 그리고 다른 존재의 파괴에 기여하고, 실제로 존재 자체의 파괴(즉, 살아 있거나 살아 있지 않은 모든 것, 유기적이거나 무기적인 모든 것의 파괴)에 기여한다. 현실의 이러한 특성은 존재가 근본적으로 자신에게 적대적이며, 존재가 "붕괴의 형이상학" 내에서 다른 존재를 희생하여 자신을 유지함을 의미한다.

### 단순 존재의 무가치함

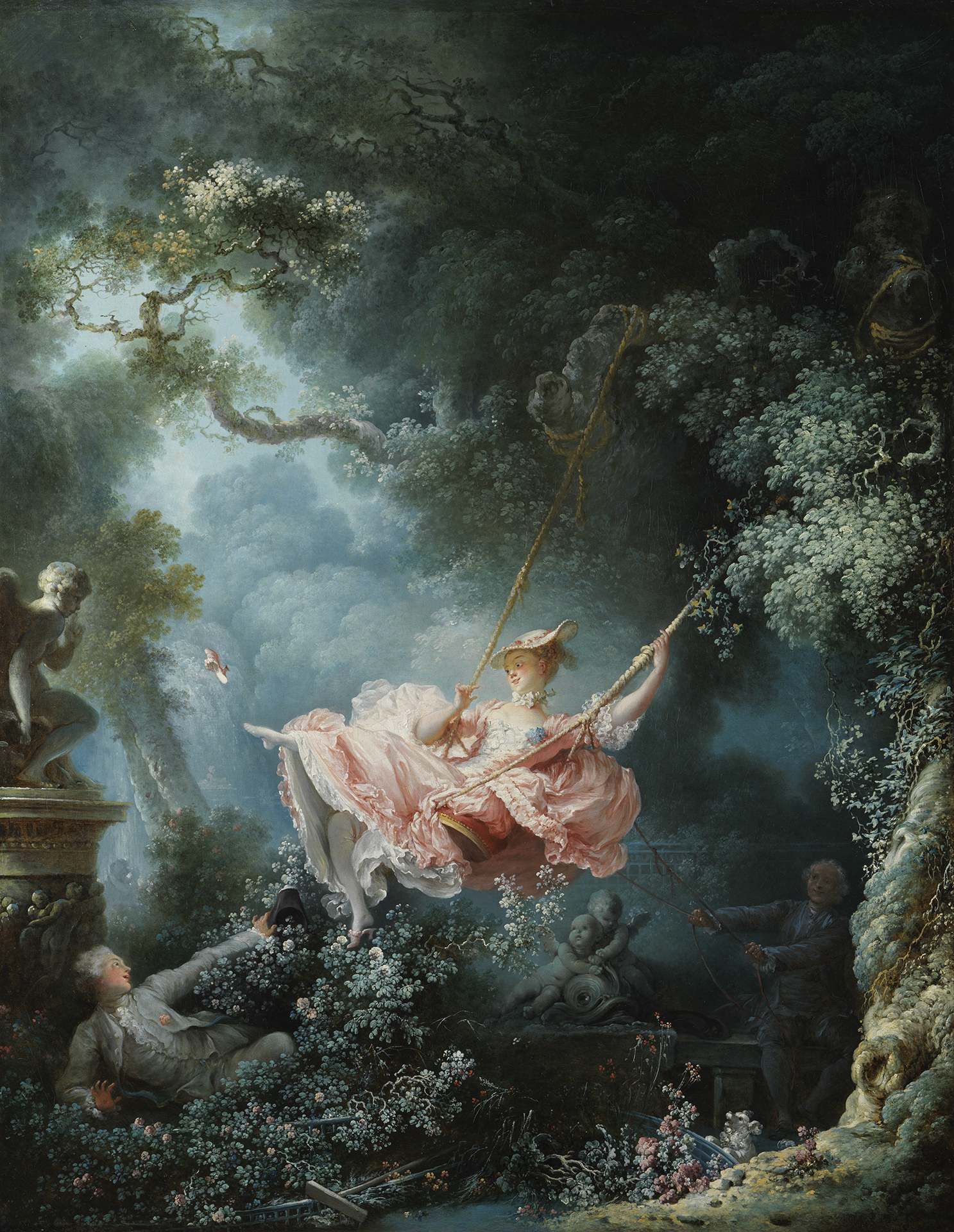
장오노레 프라고나르의 그네(1767). 파스칼, 쇼펜하우어, 카브레라에게 오락에 대한 욕구는 인간 삶에서 끊임없는 요소이다. 오락이 없다면 존재는 공허하고 무가치한 것으로 드러난다.

블레즈 파스칼, 아르투어 쇼펜하우어, 훌리오 카브레라는 단순한 존재 자체에는 내재적 가치가 없다고 주장한다.
카브레라는 모든 쾌락은 존재 자체에서가 아니라 외부의 "estantes"(세상에서 발견되는 지원이나 방해요소)에서 비롯한다고 주장한다. 그는 이를 독방 감금의 경험을 통해 설명하는데, 여기서 죄수는 모든 방해 요소를 벗겨내고 순수한 존재와 완전히 홀로 남겨진다. 이 상태는 단순 존재와 관련된 심오한 고통을 드러낸다. 존재가 본질적으로 가치있다면 그러한 고립은 심각한 형태의 고문이 되지 않을 것이다. 그 대신 그러한 극단적인 형태의 고립에서 경험되는 압도적 고통과 절망은 인간이 삶의 의미를 찾기 위해 끊임없이 외부의 가치와 오락이 필요하다는 개념을 강조한다.
카브레라는 또한 삶은 종종 그 자체로 목적이 아닌 목적을 위한 수단으로 여겨진다고 주장한다. 도덕 철학자들은 목적이나 성취가 없는 단순 생존은 종종 비참한 삶의 방식으로 여겨진다는 것을 인식한다. 이 관점은 존재 자체가 긍정적인 가치를 부여하지 않는다는 본질적인 이해를 시사한다. 오히려 그것은 삶에 의미를 부여할 수 있는 세상과의 가능한 참여이다. 개인이 그저 존재하기만 할 뿐인 고문스러운 감금 조건은 이러한 본질적인 가치의 부족을 보여준다.
쇼펜하우어는 이러한 감정을 반영하여 존재가 그 자체로 긍정적인 지닌다면 지루함은 존재하지 않을 것이라고 주장한다. 존재만으로 우리에게 충분할 것이고 우리는 다른 어떤 것도 필요로 하지 않을 것이다. 그 대신 인간은 목표를 위해 노력하거나 지적 또는 예술적 추구에 참여함으로써만 덧없는 만족을 찾는다. 이는 잠시 동안 존재의 본질적인 공허함에서 주의를 돌린다. 그러나 순전히 존재의 현실에 직면했을 때 삶의 공허함은 고통스럽게 분명해진다.
블레즈 파스칼 역시 이러한 오락의 주제를 다루며, 인간이 존재에 대한 더 깊은 질문과 자기인식에 수반되는 고통에 직면하는 것을 피하기 위해 다양한 오락에 빠진다고 주장한다. 그의 저서 팡세에서 파스칼은 사람들이 종종 자신의 유한성에 대한 인식에서 발생하는 불안과 실존적 공포에서 벗어나기 위한 수단으로 오락과 사회적 상호작용을 추구한다고 주장한다. 그는 이 아이디어를 유명한 격언으로 요약한다. "인간의 모든 불행은 단 하나의 사실에서 비롯한다. 즉, 그들이 자신의 방에 조용히 머물 수 없다는 것이다."

### 삶의 무의미함
데이비드 베네타는 우리가 친절, 창의성, 사회적 기여를 통해 지상적 관점에서 의미를 도출할 수 있으나 이러한 의미는 지상적으로 제한돼 있으며 우주적 의미를 부여하지 않는다는 것을 인정한다. 그는 지각적 생명체 전체가 우주적 관점에서 돌이킬 수 없을 정도로 무의미하며, 우리의 존재는 더 넓은 우주에 어떤 영향도 미치지 못한다고 강조한다. 인간 생명을 포함한 생명의 진화는 맹목적인 물리적, 화학적 힘의 산물이며 명백한 목적을 달성하지 못한다.
마찬가지로, 페테르 베셀 삽페는 인간적 관심사의 본질과 지상 존재의 한계에 뿌리를 둔 실존적 절망의 심오한 감각을 표현한다. 그의 저서 비극에 관하여에서 삽페는 인간의 관심사를 생물학적, 사회적, 자기목적적, 형이상학적의 네 가지 유형으로 분류한다. 생물학적 및 사회적 관심사는 생존과 관계에 속하나, 삽페가 가장 중요하다고 생각하는 것은 형이상학적 관심사, 즉 정의와 의미에 대한 갈망이다. 그는 자기목적적 추구에서 일시적인 만족을 찾을 수 있으나, 이것들은 삶의 포괄적인 의미에 대한 충분한 기초를 제공하지 않는다고 주장한다. 궁극적으로 그는 우리의 지상 환경이 형이상학적 관심사를 충족시키지 못하기에 삶은 외부적으로 정당화될 수 없고 무의미하다고 결론내린다. 죽음에 대한 의식은 이러한 무의미함을 더욱 강조하여 우리의 노력의 일시적인 본질을 드러내고 삶에서 지속적인 의미를 벗겨낸다.

## 존재의 해악에 대한 대응들
염세주의 철학자들은 괴로움과 삶의 비참함에 대응하는 다양한 방법들을 고안했다.

### 팔정도
불교는 사성제와 팔정도의 틀을 통해 존재의 해악을 다룬다. 사성제는 고통의 본질, 욕망과 집착에서 비롯된 고통의 기원, 소멸의 가능성, 그리고 소멸로 이어지는 길을 분명히 설명한다. 팔정도는 올바른 견해, 올바른 의도, 올바른 말, 올바른 행동, 올바른 생활, 올바른 노력, 올바른 마음챙김, 올바른 집중을 강조하여 윤리적, 정신적 발달을 위한 실제적인 지침을 제공한다. 이 길을 따르면 개인은 지혜와 연민을 기르고 궁극적으로 고통을 완화하고 내면의 평화 상태를 달성할 수 있다.

### 쇼펜하우어의 삶에의 의지의 포기
아르투어 쇼펜하우어는 자신의 철학을 존재에 대한 비난뿐만 아니라 삶에의 의지로부터 비롯하는 괴로움에 대응하게 하고 평정심을 얻게하는 구원의 교리로 여겼다. 쇼펜하우어에 의하면, 괴로움은 의지하는 것(분투하는 것, 욕망하는 것)으로부터 비롯한다. 의지하는 것은 자기자신, 자신의 욕구, 두려움, 개인성, 등등에 대한 집착에 비례한다. 그래서, 쇼펜하우어가 추론하기를, 괴로움을 중단하기 위해서는, 의지하는 것을 중단해야한다. 그리고 의지하는 것을 약화시키기 위해서는, 스스로에 대한 집착을 약화시켜야한다. 이는 다양한 방식으로 성취될 수 있다.

#### 미적 명상
미적 명상은 예술작품, 음악, 심지어는 이념에 대한 집중적 감상이다. 이는 무관심하고 몰개인적이다. 이는 무관심하다 ― 관심은 객체에의 몰두로 이어진다, 이는 그 자체로 목적으로 여겨진다. 이는 몰개인적이다 ― 자기자신의 호불호에 의해 제약되지 않는다. 미적 명상은 개별적 객체의 인식보다는 객체의 보편관념을 환기시킨다.
그 동안, 개인은 명상의 객체 속에서 "스스로를 잃는다", 그리고 개별성의 감각이 일시적으로 해체된다. 이는 명상의 객체의 보편성이 개인으로 이전되기 때문이다. 개인의 의식은 의지없음이 된다. 개인은 ― 짧은 순간동안 ― 스스로의 자아, 욕구, 그리고 괴로움에 방해받지 않고, 중립적 관찰자 혹은 "순수 주체"가 된다.

#### 연민어린 도덕적 관점
쇼펜하우어에게, 타자에 대한 적합한 도덕적 태도는 생명체들 사이의 분리는 개별화의 원리에서 비롯하는 표상의 영역에서만 발생한다는 것에 대한 인식에서 비롯한다. 표상의 영역 배후에서, 우리는 모두 하나이다. 각 개인은, 사실, 같은 의지이다 ― 다른 객체화들을 통해서만 나타난다. 이 형이상학적 진실의 인식은 개인적이기보다 더 보편적인 의식을 얻는 것을 가능하게 한다. 그러한 보편적 의식에서 개인은 자기자신의 행복에 대한 자신의 배타적 집착을 포기하고 모든 다른 존재들에 대해 비통해한다.

#### 금욕주의
개인은 세계가 무상하고 끊임없이 분투하는 개별적인 존재들로 구성됐다는 인식이 환상적이라는 것을 인식하는 변혁적 경험을 거쳐야할 수 있음을 쇼펜하우어는 설명한다. 이는 세계의 운동방식에 대한 지식 혹은 극심한 괴로움의 경험으로써 일어날 수 있다. 개인은 마야의 베일을 꿰뚫어본다. 이는 개인이 더 이상은 스스로를 개인으로 여기지 않음을 의미한다. 대신, 그는 스스로를 모든 것으로 인식한다. 그는 모든 비참함의 근원을 본다 ― 모든 현실의 핵심인 물자체로서의 의지이다. 그 때 개인은 스스로의 삶에 대한 태도를 삶에의 의지의 포기의 그것으로 변화하고 자기부정(욕망에 굴복하지 않는 것)을 실천할 수 있다.
이러한 정신상태를 성취한 사람은 완전한 평화와 평정 속에서 살아간다. 그는 욕망이나 결핍에 의해 방해받지 않는다. 그는 모든 것을 있는 그대로 받아들인다.
이 구원의 길은, 쇼펜하우어가 주장하길, 더 영구적이다, 스스로의 태도를 변화시키는 심오한 인식에 근거하기 때문이다. 이는 미적 경험의 경우에서처럼 단순히 잠깐의 순간이 아니다.
삶의 금욕적 방식은, 모두에게 가능한 것이 아니다 ― 오로지 몇몇의 희귀하고 영웅적인 개인들이 어쩌면 금욕주의자로서 살고 그러한 상태를 획득할 수 있다. 더 중요하게, 쇼펜하우어는 설명한다, 금욕주의는 미덕을 요구한다, 그리고 미덕은 길러질 수 있지만 가르칠 수 없다.

### 유머와 웃음

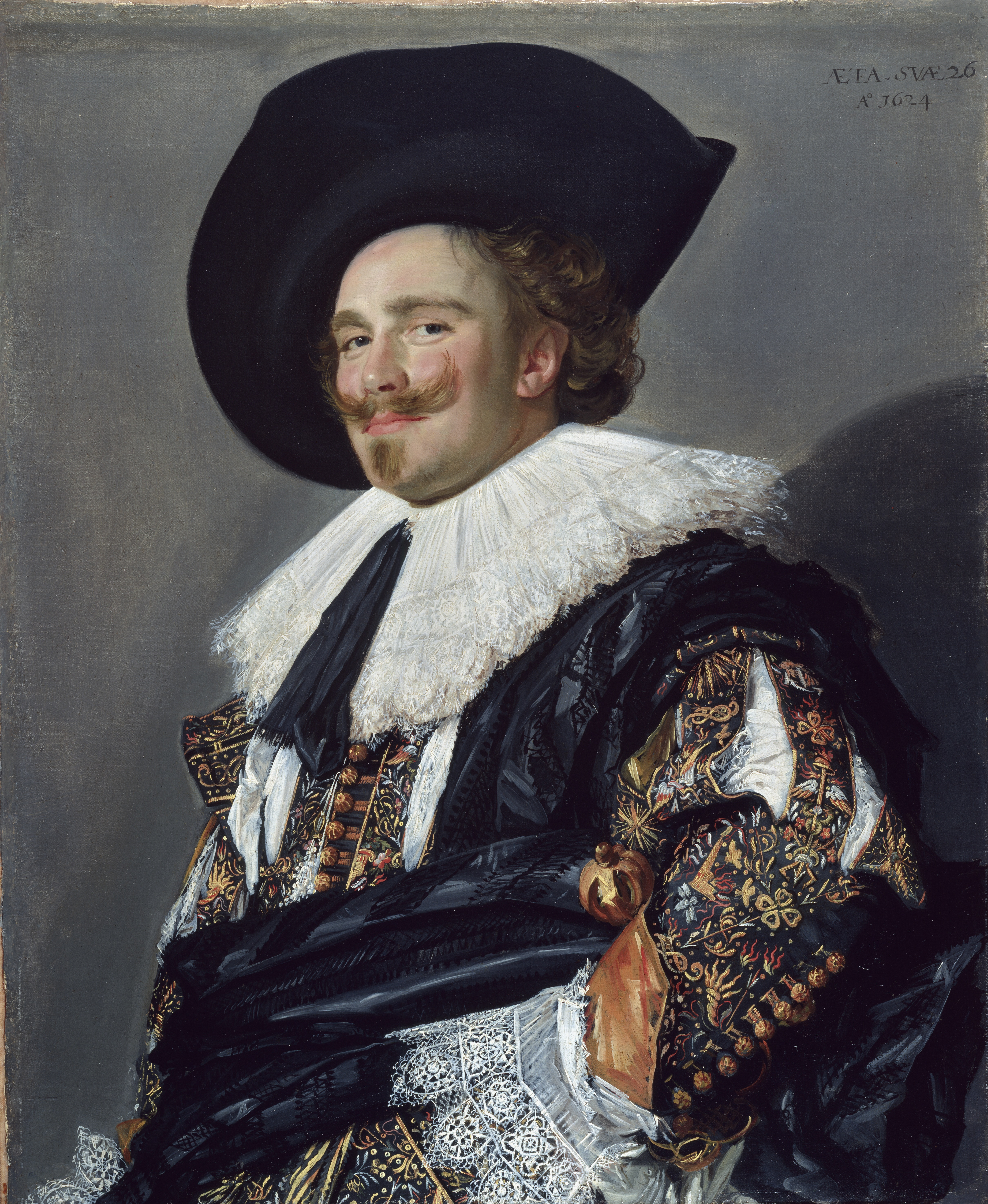
프란스 할스의 웃는 기사(1624)

1877년 작품 Das Tragische als Weltgesetz und der Humor als ästhetische Gestalt des Metaphysischen(세계 법칙으로서의 비극과 형이상학의 미학적 형태로서의 유머)에서 율리우스 반센은 비교할 수 없는 도덕적 가치와 의무 사이의 갈등에서 비롯하는 비극이 인간 존재의 본질적인 부분이라고 주장한다.
반센에게 비극의 본질은 삶의 도덕적 딜레마가 그 자체로 명확하거나 일관된 해결책을 포함하지 않는다는 인식에 있다. 모든 행동은 경쟁하는 가치와 좋은 삶에 대한 상반되는 개념의 무게를 지니며, 따라서 피할 수 없는 도덕적 범죄 행위를 초래한다. 반센에게 이것은 쇼펜하우어, 하르트만, 심지어 마인랜더와는 달리 삶의 비극으로부터 구원받을 수 없다는 것을 의미한다. 금욕주의, 미적 명상 또는 자살을 통해서도 구원받을 수 없다. 다른 사람과 전체 공동체에 대한 의무와 헌신 때문에 우리는 다른 세계로 도피하거나 자멸할 수 없다. 따라서 우리는 "세계의 드라마"에 벗어날 수 없이 갇혀있다.
그러나 반센은 삶에 내재된 도덕적 비극으로부터 구제나 구원이 없음에도 불구하고 우리가 존재의 부담을 덜기 위해 할 수 있는 일이 있다는 생각을 내새운다. 그에게 있어서 그것은 유머와 웃음이다. 유머와 웃음은 우리가 곤경에 처해있는 우리의 무력함을 인식하게 해주는 동시에, 우리를 짓누르는 도덕적 교착상태의 무게에서 우리 자신을 추상화함으로써 그 위로 올라갈 수 있게 한다.

### 필립 마인랜더의 정치적 행동주의
필립 마인랜더는 쇼펜하우어의 철학과 초기 불교 사상에서 발견되는 도덕적 고요함을 비판하면서, 이러한 체계가 개인의 고통을 완화하는 경로를 제공하나 실존적 고통의 더 광범위한 사회적 의미를 다루지 못한다고 주장한다. 그는 그러한 고요함이 개인적 도덕적 발전을 이룰 수단이 없는 사람들에게 힘을 실어주지 못함으로써 불의를 영속시킬 수 있다고 주장한다. 마인랜더에게 개인적 선에 대한 윤리적 추구는 사회정의에의 헌신과 함께 이루어져야하며, 모든 개인이 삶의 가치 부족에 대한 인식을 개발하는 데 필요한 교육과 자원에 접근할 수 있도록 해야한다.
마인랜더의 활동주의의 핵심은 진정으로 염세적인 윤리는 불평등과 고통을 영속시키는 사회적, 정치적 구조의 해체를 옹호해야한다는 믿음이다. 그는 사회적, 정치적 평등을 추구하는 것이 존재를 근본적으로 악하다고 인식하는 데서 발생하는 연민의 자연스런 확장이라고 주장한다. 이러한 관점은 그를 공산주의와 "자유연애운동"(freie Liebe)을 정의로운 사회의 필수 구성요소로 옹호하게 한다. 마인랜더는 공동소유와 집단적 책임이 개인주의적 추구를 대체하여 삶에의 의지를 포기하는 데 도움이 되는 환경을 조성하는 정치적 환경을 구상한다.
이러한 자유연애운동을 통해 성적 관계와 부부 관계가 전통적 제약 밖에서 재정의되고, 따라서 마인랜더는 결혼과 전통적인 성역할을 폐지함으로써 개인이 번식과 사회적 기대에 자신을 묶는 억압적 구조에서 자유로워질 수 있다고 주장한다. 이 해방은 남성과 여성 모두가 자신의 몸과 삶에 대한 자율권을 얻고, 명상, 금욕주의, 순결의 길을 추구하고 궁극적으로 자살을 통해 존재를 포기할 수 있도록 하는 데 필수적이다. 마인랜더는 자살을 절망의 행위가 아니라 고통을 완화할 수 있고 존재의 본질에 대한 명확한 이해로 접근할 때 윤리적 미덕의 심오한 표현이 될 수 있는 합리적인 선택으로 간주한다.
그의 견해에 따르면, 공산주의는 사회적, 경제적 평등을 달성하기 위한 수단으로 작용하여 개인이 생존의지에 내재된 이기적 충동을 초월할 수 있게한다. 계급적 구분을 없애고 교육과 자원에 대한 평등한 접근을 보장함으로써, 마인랜더는 사회가 고통을 완화하기 위한 집단적 헌신을 키울 수 있다고 믿는다. 그는 완전히 실현된 공산주의 사회에서 개인은 개인적 존재의 제약에서 해방돼 다른 사람을 향한 자비로운 봉사행위에 참여할 수 있고, 따라서 모든 개인이 존재에서 발생하는 고통에 맞서고 이를 완화할 기회를 갖게 된다고 주장한다.

### 모든 삶의 집단적 종말
에두아르트 폰 하르트만은 불교와 쇼펜하우어의 철학에서 만연한, 괴로움의 제거의 모든 개인적인 형태들에 대해 반대했다, 타인에게 여전히 지속되는 괴로움의 문제를 방치하기 때문이다. 대신, 그는 집단적 해결책을 택했다: 그는 삶이 인류에 축적되는 더 큰 합리성을 향해 진보하고 인간들이 더욱 교육되고 더욱 지적이게 될수록, 그들은 괴로움의 제거에 관한 다양한 망상들을 꿰뚫어 보게 되며, 결국 문제는 궁극적으로는 존재 자체에 위치한다는 것을 깨달으리라고 믿었다.
따라서, 인류 전체는 삶에 존재하는 괴로움을 끝낼 유일한 방법은 삶 자체를 끝내는 것이라는 것을 인식할 것이다. 이는 인간이 자연 전체를 파괴할 수 있을 정도로 기술적으로 발전한 미래에 일어날 것이다. 그것이, 폰 하르트만에게는, 이성에 의한 의지의 궁극적 부정이 될 것이다.

### 운명애와 영원회귀
프리드리히 니체의 철학은 운명애와 영원회귀의 개념을 통해 존재에 대한 무조건적인 수용을 제공한다. 운명애, 즉 "(자신의) 운명에 대한 사랑"은 개인이 고통과 고난을 포함한 삶의 경험을 존재의 필수 구성요소로 받아들이도록 격려한다. 니체는 삶을 온전히 긍정함으로써 허무주의를 초월하고 역경 속에서도 의미를 찾을 수 있다고 가정한다. 영원회귀의 개념은 개인이 마치 자신의 삶을 반복적으로 다시 살아야할 것처럼 살도록 더욱 격려하여 각 순간에 대한 깊은 감사와 진정성 있게 사는 것에 대한 헌신을 촉발한다.
1942년 에세이 시지프 신화에서 알베르 카뮈는 비슷하게 일종의 "영웅적 염세주의"를 제시한다. 즉, 니체의 삶에의 긍정, 특히 실존적 부조리에 직면한 삶에의 긍정과 공명하는 관점이다. 니체가 운명애와 영원회귀의 개념을 통해 존재에 대한 무조건적인 수용을 옹호하는 반면, 카뮈는 시지프의 처벌을 인간 조건에 대한 은유로 사용하여, 본질적인 투쟁과 부조리 속에서도 삶을 수용하는 것의 중요성을 강조한다.

### 삽페의 방어 기제들
페테르 베셀 삽페는 인간들을 과도하게 발전한 의식을 가진, 근본적으로 무의미하고 불의한 우주에서 정의와 의미를 갈망하는 — 실존적 공포의 감정들과 자기자신의 필멸성에 대한 지식에 맞서 끊임없이 발버둥치는 — 동물들로 보았다. 그는 사람들이 인간 존재의 본질에 대한 끔찍한 생각들에 대해 대응할 수 있게 하는 네 가지 방어 기제들을 발견했다:
고립(Isolation): 존재의 곤란한 사실들은 단순히 억압된다 — 이들은 공적으로 논의되지 않는다, 그리고 사적으로 생각되지도 않는다.
고착(Anchoring): 인간은 자기자신을 문화 활동들, 종교적 믿음들, 이데올로기들, 등등에 고착시킨다, 그리고 자신이 고착한 객체에 적합한 목표들을 추구한다. 자기자신을 대의에 헌정함으로써, 인간은 자신의 주목을 특정한 가치 혹은 이상에 집중시키고, 그럼으로써 공동의 혹은 문화적 안정감 및 불안하게 만드는 실존적 사색들로부터의 안전을 얻는다.
산만함(Distraction): 오락, 직업, 지위, 등등으로써, 인간은 스스로를 실존적으로 끔찍한 생각들에 대해 산만하게 만든다. 끊임없이 새로운 쾌락들, 새로운 목표들, 새로운 할 일들을 좇음으로써, 인간은 우주에서의 인류의 취약하고 불행한 상황에 대한 직면을 면할 수 있다.
승화(Sublimination): 예술적 표현은 실존적 불안의 감정들을 멀리서 미적으로 인식될 수 있는 예술품으로 변형시킴으로써 그것들로부터의 유예의 일시적 방법으로 작용할 수 있다.

### 공포관리이론
공포관리이론(TMT)은 우리의 죽음에 대한 인식이 실존적 공포로 이어질 수 있으며, 개인은 문화적 신념과 이념을 통해 이를 관리한다고 가정한다. 이 사회 및 진화심리학은 어니스트 베커의 저서, 특히 그의 획기적인 저서 죽음의 부정에 깊이 뿌리를 두고 있다. 그는 죽음에 대한 두려움이 우리 행동의 많은 부분을 주도하는 근본적인 인간적 관심사라고 주장한다. 베커는 개인이 종종 존재에 대한 노력에 의미와 영속성을 제공하는 문화적 서사와 이념을 수용함으로써 자신의 죽음에 대한 다양한 형태의 부정에 관여한다고 주장한다.
TMT는 사람들이 죽음의 불가피성에 직면했을 때 존재에 의미, 질서, 영속성을 제공하는 상징적 세계관에 집착하여 실존적 불안을 완화하고 억압한다고 제안함으로써 이 아이디어를 확장한다. 문화적 서사, 종교적 신념 또는 개인적 이념을 고수함으로써 개인은 존재하지 않는 것에 대한 두려움에 대한 완충장치를 만들어 안정감과 목적의식을 갖고 삶을 헤쳐나갈 수 있다. 이 과정은 성취, 유산 또는 사회적 가치에 대한 고수를 통해 문자적 또는 상징적 불멸을 추구하는 것이 우리의 필멸성에 대한 인식에서 발생하는 불안에 대처하는 중요한 방어기제 역할을 한다는 베커의 주장과 일치한다.

### 생의학적 향상
페테르 베셀 삽페는 많은 형태의 기술적 향상에 회의적이었고, 이를 주로 인간 삶에 존재하는 더 깊은 실존적 질문을 다루지 못하는 피상적인 방해 요소로 간주했다. 그는 기술이 기본적인 생물학적 욕구를 충족시킬 수 있으나 인간 상태를 특징짓는 고유한 고통과 불안을 해결하지 못한다고 주장했다. 삽페의 관점에서 볼 때, 현재 인간의 토대는 존재 내의 형이상학적 의미와 정의에 대한 질문에 대한 우리의 지나치게 발달된 인식으로 인해 "병든" 상태에 있으며, 이는 건강과 향상 사이의 전통적인 구분에 도전한다.
그러나 삽페는 생명공학이 적어도 이론적으로는 우리의 형이상학적 욕망을 바꿀 수 있고, 따라서 단순히 주의를 돌리기 위한 도구가 아닐 수 있다는 것을 인정한다. 모엔은 삽페의 견해가 따라서 멸종과 성공적인 향상이 모두 인간 존재의 현상태를 지속하는 것보다 더 바람직할 것이라고 시사한다고 주장하며, 따라서 특히 인간복지를 개선하는 것을 목표로 하는 생의학적 향상을 추구해야한다는 주장을 강화한다.
삽페는 또한 인간으로서의 우리의 지성 덕분에 우리는 "살아있는 모든 것 사이의 고통의 형제애"를 이해할 수 있다고 지적한다. 이와 관련해 영국 철학자 데이비드 퍼스는 생의학적 증강을 인간뿐만 아니라 비인간 동물에게 적용해야한다고 주장한다. 퍼스는 장기적인 목표는 생태계를 재설계하고 척추동물의 게놈을 재작성해 모든 지각있는 존재의 고통을 없애는 것이어야한다고 주장한다. 그는 기술의 발전으로 결국 인간이 자연에서의 고통을 크게 줄일 수 있게 돼 인간 존재를 넘어서는 고통의 더 광범위한 윤리적 의미를 다룰 수 있을 것이라고 주장한다.

### 비출산과 멸종
염세주의의 역사 내내 이 세계에 도래할 이들에 대한 걱정이 존재해왔다. 특히, 아르투어 쇼펜하우어는 요청했다:
출산행위가 욕구가 아니고, 성적 쾌락과 함께 동반되지도 않고, 순수한, 합리적 성찰의 문제였다고 상상해야한다, 인류는 계속해서 존재할 수조차 있을까? 모두가, 반대로, 차세대에 대하여 너무 많은 동정심을 가져서 그들에게 존재의 짐을 면해주거나, 적어도 그들에게 냉혈하게 부과하기 위해 그것을 자기자신에게 지우는 것을 거부하지 않을까?

쇼펜하우어는 또한 삶을 다급한 욕구와 괴로운 결핍을 통해 징수되는 빚에 비유한다. 우리는 끊임없이 삶의 욕망들을 만족시킴으로써 이 빚에 대한 이자들을 갚음으로써 산다, 그리고 그러한 빚의 전체는 출산에 계약돼있다: 우리가 이 세계에 도래할 때.

#### 인류중심적 반출생주의
일부 염세주의자들, 특히 페테르 베셀 삽페와 데이비드 베네타는, 출산에 대한 자제를 삶의 해악에 대한 최선의 반응으로 처방한다. 사람은 스스로를 괴로움으로부터 지키거나 어려움에 처한 타인들을 돕는 데에 한계가 있다. 행동의 최선책은, 그들이 주장하기를, 불편이 보장된 세계에 다른 이들을 들이지 않는 것이다.
그들은 또한 인류가 계속해서 존재하지 않기로 결단하고, 대신 단계적 멸종의 길을 가기로 선택하는 시나리오를 제안한다. 결과로 초래된 인간 종의 멸종은 후회할만한 것이 아니라 좋은 것이 될 것이다. 그들은 심지어 비출산을 도덕적으로 옳은 ― 혹은 아예 의무적인 ― 행동으로 처방한다. 삽페는 이 입장을 이름뿐인 마지막 메시아의 말로써 전한다: "너 자신을 알라 ― 아이를 낳지 말고 지구가 너 이후 조용하게 하라".

#### 야생동물 반출생주의
반출생주의는 동물에게까지 확장될 수 있다. 베네타는 자신의 "논증은 인간뿐만 아니라 다른 모든 지각있는 존재에게도 적용된다"고 분명히 언급하고 "존재하게 되는 것은 모든 지각있는 존재에게 해를 끼친다"고 말한다. 그는 멸종에 대해 논의할 때 "모든 것을 고려할 때, 더 이상 사람이 없고(실제로 더 이상 의식이 있는 생명도 없다면) 더 나을 것이다"라고 말함으로써 자신의 견해를 강화한다.
우리는 도움이 필요한 인간을 돕는 것이 일견 의무이며, 미래의 인간이 태어나는 것을 막는 것이 인간을 돕는 것이고, 동물을 더 나쁘게 대하는 것은 정당화될 수 없으므로, 야생동물에 대해서도 비슷한 의무가 있다고 주장할 수 있다. 즉, 우리는 또한 그들의 고통을 덜어주고 그들이 세상에 태어나는 것을 막기 위한 특정한 개입을 도입해야한다. 이런 입장은 "야생동물 반출생주의"라고 불릴 것이다.

### 자살

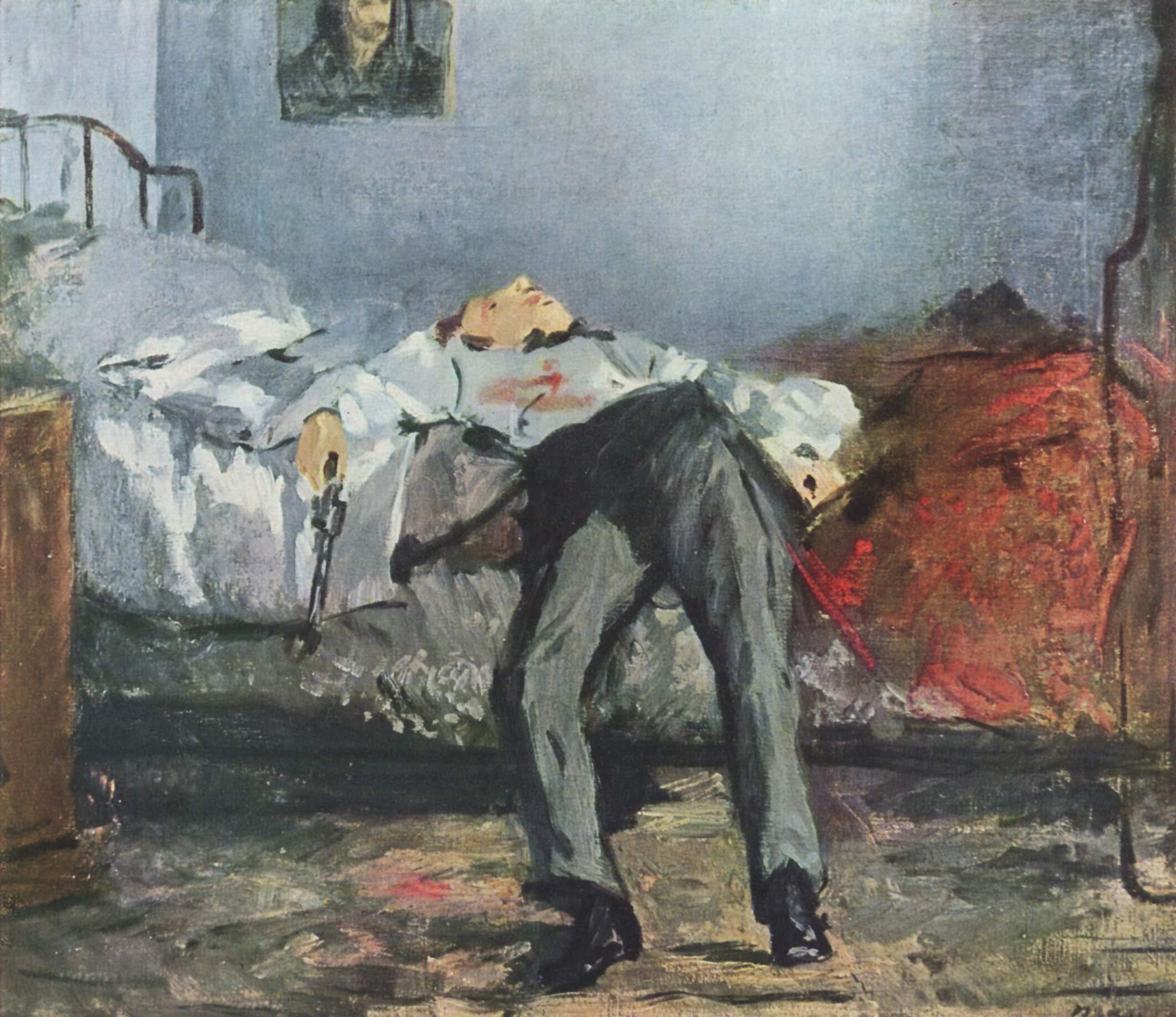
에두아르 마네의 자살 (c. 1877–1881)

데이비드 베네타, 필립 마인랜더와 훌리오 카브레라를 포함한 일부 염세주의자들은 극심한 고통, 공포, 노예 제도와 같은 극단적인 상황에서는 사람들이 스스로의 삶을 끝내는 것이 도덕적으로 정당하고 주장한다. 이것이 인간의 곤경을 해결하지는 못하지만 적어도 해당 사람의 더 이상의 고통이나 도덕적 타락을 막을 수 있다. 카브레라는 죽는 것이 보통 즐겁지도 품위있지도 않기에 자살이 죽는 방식을 택하는 유일한 방법이라고 말한다. 그는 "잘 죽고 싶다면 당신은 당신 자신의 죽음의 예술가가 되어야 한다. 그 누구도 당신을 대신할 수 없다."라고 썼다.
아르투어 쇼펜하우어는 종교에서 비롯된 자살에 대한 다양한 반대와 자신의 삶을 끝내기로 결정한 사람에 대한 비겁함이나 정신 이상에 대한 비난에 근거한 반대를 거부한다. 이 관점에서 우리는 자살에 대해 연민을 가져야한다. 우리는 누군가가 자신의 삶에 존재하는 고통을 견딜 수 없을 수도 있고, 자신의 삶은 의심할 여지 없이 그 자신이 권리가 있는 것이라는 것을 이해해야한다.
쇼펜하우어는 자살을 존재의 고통에 대한 일종의 해결책으로 보지 않는다. 자살에 대한 그의 반대는 그의 형이상학적 체계에 뿌리를 두고 있다. 쇼펜하우어는 의지에 의해 지배되는 인간 본성에 초점을 맞춘다. 이것은 우리가 우리의 목적을 달성하기 위해 분투하고, 불만족스러워하고, 지루해하고, 다시 한 번 다른 것을 원하는 끝없는 순환 속에 있다는 것을 의미한다. 그러나 의지가 존재의 내적 본질이기에 우리의 고통의 근원은 꼭 우리 안에 있는 것이 아니라 세계 자체에 있다.
자신의 생명을 끊는 것은 실수이다. 왜냐하면 사람은 여전히 살고 싶어하나 그저 더 나은 조건에서 살고 싶어할 뿐이기 때문이다. 자살하려는 사람은 여전히 삶에서 좋은 것을 원한다. 자살하는 사람은 의지를 멈출 수 없기에 사는 것을 멈춘다. 고통의 근원은 자신의 개별적인 삶이 아니라 존재의 끊임없이 분투하는 본성인 의지이다. 실수는 의지 자체가 아닌 개별적인 삶을 파괴하는 데 있다. 의지는 자신의 삶을 끝내는 것으로 부정될 수 없으므로 존재 자체에 내재된 고통에 대한 해결책이 아니다.
데이비드 베네타는 자살에 대한 많은 반대 의견, 예를 들어 인간 생명의 신성함에 대한 침해, 생명에 대한 개인의 권리에 대한 침해, 부자연스러움. 비겁함 등은 설득력이 없다고 생각한다. 자살 문제에서 고려해야 할 유일한 관련 고려 사항은 우리가 특별한 의무를 지고있는 사람들에 대한 고려 사항이다. 예를 들어, 가족 구성원과 같은 사람들이다. 일반적으로 베네타에게 자살 문제는 그 자체로 도덕적 문제라기보다는 자신의 삶의 특정한 비참함을 다루는 문제이다. 결과적으로 그는 특정 상황에서 자살은 도덕적으로 정당화될 뿐만 아니라 합리적인 행동 방향이라고 주장한다.
베네타의 인간 삶의 열악한 특질에 대한 주장은 그를 죽음이 일반적으로 삶의 지속보다 더 바람직하다는 결론으로 이끌지 않는다. 그러나 그것은 어떤 경우에는 계속 존재하는 것이 죽음보다 더 나쁠 수 있다는 것을 명확히 하는 데 도움이 된다. 왜냐하면 그것은 우리가 일반적으로 인정하는 것보다 더 다양한 상황에서 자살이 정당화된다는 것을 명확히 하기 때문이다. 모든 사람의 상황은 다르며 자살의 합리성 문제는 각 개인의 관점에서, 즉 자신의 고난과 미래에 대한 전망에 근거하여 고려돼야한다.
황지운은 데이비드 베네타의 해악과 이익의 공리적 비대칭성에 대한 쾌락주의적 해석이 친죽음주의를 수반한다고 주장했다. 친죽음주의는 존재하지 않는 것이 계속 사는 것보다 항상 더 바람직하다는 견해이다. 황지운은 쾌락의 부재가 다음의 경우에 나쁘지 않다고 주장한다: 결코 존재하지 않는 사람에게, 존재하는 사람에게, 존재하지 않게 된 사람에게. "나쁘다"는 말은 존재하는 사람에 대한 쾌락의 존재보다 나쁘지 않다는 것을 의미한다. 이는 베네타가 존재하는 사람에 대한 쾌락의 존재가 결코 존재하지 않는 사람에 대한 쾌락의 부재보다 유리하지 않으며 그 반대도 마찬가지라는 진술과 일치한다.

## 염세주의와 여타 철학적 주제들

### 동물

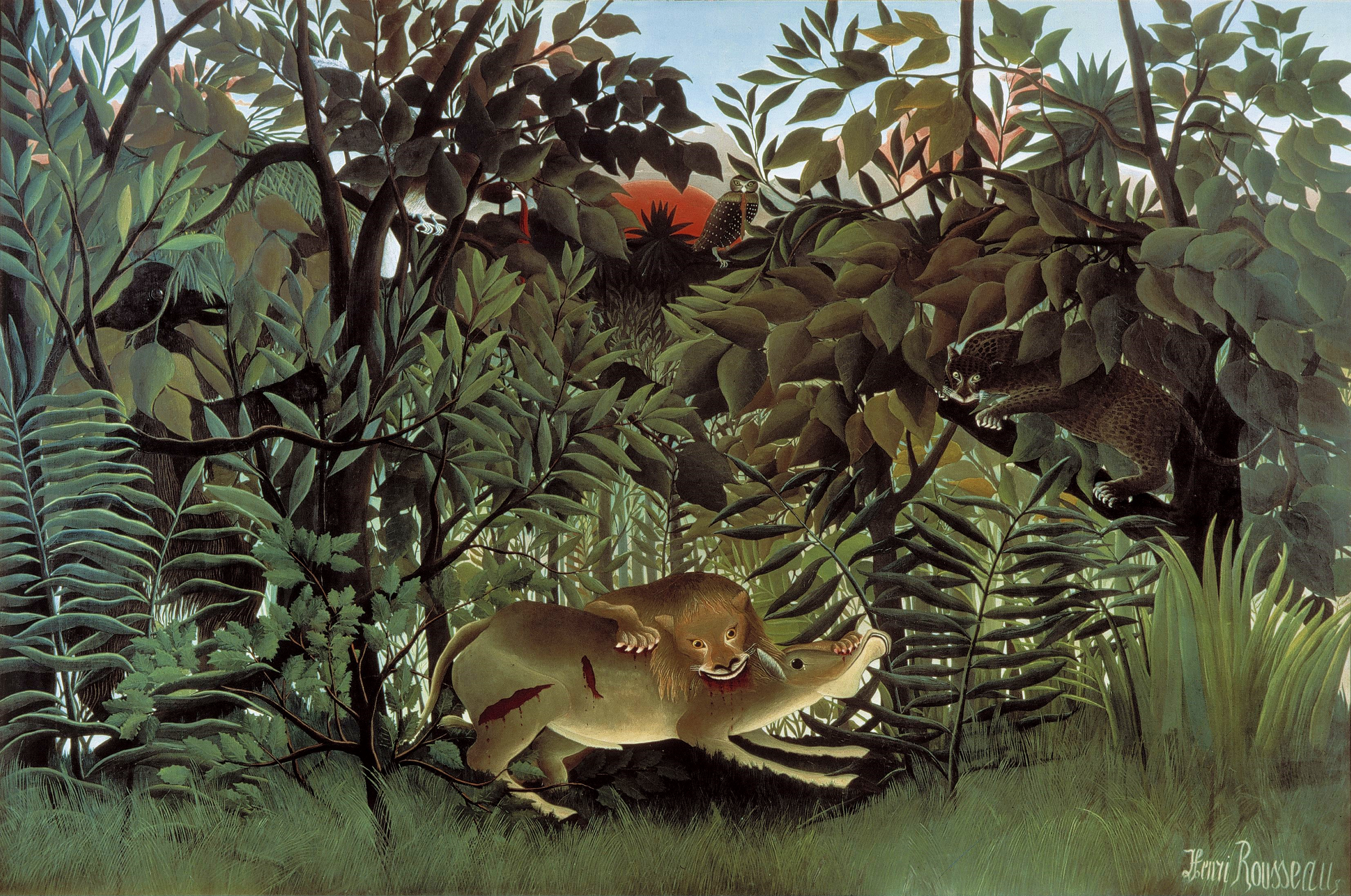
앙리 루소의 배고픈 사자가 영양에게 몸을 던진다 (1905). 괴로움은 야생동물의 삶과 분리할 수 없는 듯하다. "배고픈 사자가 영양에게 몸을 던지고, 그것을 삼킨다. 표범은 자기도 몫을 차지할 순간을 초조하게 기다린다. 맹금류가 눈물을 흘리는 불쌍한 동물의 머리에서 살점을 하나씩 뜯어낸다. 해가 진다."

인간의 곤경 외에도 많은 철학적 염세주의자들은 비인간 동물과 지각있는 존재 전체의 삶의 부정적인 특질을 강조하며 자연을 "지혜롭고 자비로운" 창조자로 보는 개념을 비판한다. 1973년 퓰리처상 수상작인 죽음의 부정에서 어니스트 베커는 다음과 같이 설명한다.
생물이 모든 종류의 이빨로 다른 생물을 찢어발기는 일상적인 활동이 이루어지는 창조물을 우리는 어떻게 생각해야 할까? 살과 식물 줄기를 물고 으깨고, 어금니 사이의 뼈가 펄프를 탐욕스럽게 목구멍으로 밀어넣고, 그 본질을 자신의 조직에 통합하고, 그 잔여물을 악취와 가스와 함께 배출한다. 모두가 먹을 수 있는 다른 생물을 통합하기 위해 뻗는다. 피에 부풀어 오르는 모기, 구더기, 격노와 잔인함과 함께 공격하는 살인벌, 자신의 내장이 뜯기는 동안 계속 찢고 삼키는 상어, 그리고 모든 종류의 "자연적" 사고로 인한 일상적인 절단과 학살은 말할 것도 없다. (...) 창조물은 수억 년 동안 모든 생물의 피에 젖어 있는 행성에 일어나는 악몽같은 장관이다. 지구에서 약 30억년 동안 실제로 일어난 일에 대해 우리가 내릴 수 있는 가장 냉정한 결론은 그것이 거대한 비료 구덩이로 변하고 있다는 것이다. 하지만 태양은 우리의 주의를 산만하게 하고, 항상 피를 말리고, 그 위에 온갖 것이 자라게 하며, 그 따뜻함으로 유기체의 편한함과 확장성에 따르는 희망을 준다.
자연선택에 의한 진화론은 야생 동물의 삶에 대한 부정적인 평가에 기초한 철학적 염세주의의 한 형태를 정당화한다고 할 수 있다. 1887년 찰스 다윈은 신의 자비가 제한되어 있다는 개념에 반감을 나타내며 "거의 끝없는 시간 동안 수백만의 하등 동물이 고통을 겪는 데 무슨 이점이 있겠는가?"라고 말했다. 동물 운동가이자 윤리철학자인 오스카 호르타는 진화과정 때문에 자연에서 고통이 불가피할 뿐만 아니라 실제로 행복보다 우세하다고 주장한다.
진화생물학자 리처드 도킨스에게 자연은 결코 자비롭지 않다. 그는 생물학적 과정에서 걸려 있는 것은 유전자의 DNA 서열의 생존에 불과하다고 주장한다. 도킨스는 또한 DNA가 전달되는 한 그러한 전달이 얼마나 많은 고통을 수반하는지는 중요하지 않으며 유전자는 아무것도 그것에 감정적으로 영향을 미치지 않기에 그것이 일으키는 고통의 양에 관심이 없다고 주장한다. 다시 말해, 자연은 DNA의 생존에 영향을 미치지 않는 한 불행에 무관심하다. 도킨스는 행복보다 고통의 우세함을 명확하게 확립하지는 않았지만 불행을 야생동물의 "자연스러운 상태"로 간주한다.
자연 세계에서 매년 겪는 고통의 총량은 모든 괜찮은 생각을 넘어선다. 내가 이 문장을 작성하는 데 걸리는 1분동안 수천마리의 동물이 산 채로 먹히고, 다른 동물들은 두려움에 훌쩍거리며 목숨을 건지고, 다른 동물들은 신경을 자극하는 기생충들에 의해 천천히 내부에서 갉아먹히고, 모든 종류의 수천마리가 굶주림, 갈증, 질병으로 죽어가고 있다. 그럴 것이다. 만약 풍요로운 시기가 온다면, 바로 이 사실이 굶주림과 비참함의 자연스러운 상태가 회복될 때까지 인구 증가로 이어질 것이다. ... 맹목적인 물리적 힘과 유전적 복제의 우주에서 어떤 사람들은 다치고, 다른 사람들은 운이 좋을 것이고, 당신은 그 안에서 운율이나 이유를 찾을 수 없을 것이고, 정의도 찾을 수 없을 것이다. 우리가 관찰하는 우주는 근본적으로 설계도, 목적도, 악도 선도 없고, 맹목적이고 무자비한 무관심 외에는 아무것도 없다면 우리가 예상해야 할 바로 그 특성을 가지고 있다.

#### 자코모 레오파르디
이탈리아 철학자이자 시인인 레오파르디는 그의 "자연과 아이슬란드인의 대화"에서 대화 속 아이슬란드인 캐릭터의 목소리르 통해 야생동물이 겪는 엄청난 고통에 대한 깊은 우려를 표현한다. 그는 자연이 본질적으로 잔인하며, 동물들이 끊임없이 서로를 포식하고 집어삼키며 생존을 위한 끊임없는 투쟁을 벌이고 있다고 주장한다. 아이슬란드인 캐릭터는 "세계의 비참한 삶"과 "세계를 구성하는 모든 존재의 고통과 죽음"을 한탄하며, 그러한 보편적인 고통으로부터 휴식이나 탈출구가 없다고 말한다.
레오파르디는 이 캐릭터를 통해 자연이 자비롭다는 생각이나 야생동물이 행복하고 만족스런 상태에서 산다는 생각을 거부한다. 대신 그는 자연을 그 생물들의 곤경에 무심하고, 무자비한 경쟁의 법칙과 적자생존에 의해서만 움직이는 것으로 묘사한다. 아이슬란드인 캐릭터는 자연에게 연민을 베풀고 인간과 야생동물 모두의 고통을 덜어달라고 간청하나, 자연은 마음이 흔들리지 않고 자연질서의 필수적인 부분으로서 잔인한 방식을 옹호한다.
전반적으로 레오파르디는 이 대화를 통해 자연세계에 대한 그의 비관적인 견해를 전다하는데, 그는 만연한 고통을 모든 지각있는 존재의 지배적인 조건으로 보고, 그들의 곤경을 개선할 신적 혹은 자연적인 자비가 없다고 본다. 이는 야생동물의 고통 문제에 대한 초기 철학적 탐구를 나타낸다.

#### 아르투어 쇼펜하우어
쇼펜하우어의 철학적 염세주의는 동물에 대한 그의 견해에도 확장됐다. 그는 인간과 마찬가지로 동물도 형이상학적 의지에 종속돼 있고 따라서 고통과 욕망을 경험한다고 믿었다. 그 결과, 그는 동물을 존중하고 연민을 베풀어야하며 동물권을 인정해야한다고 주장했다. 쇼펜하우어는 동물에 대한 전통적인 기독교 견해를 비판했는데, 그는 이를 부도덕하고 인간 우월성에 대한 잘못된 가정에 근거한 것으로 봤다. 대신 그는 모든 생명체의 내재적 가치를 인정하고 선하고 정의로운 행동의 동기가 되는 보편적 연민을 소중히 여겼다. 그럼에도 불구하고 그는 인간이 생존을 위해 동물을 먹어야한다고 믿었다. 그리고 고통을 겪을 수 있는 능력은 지성과 연결돼 있기에(그리고 그에게 인간은 의지의 가장높은 형태의 표현 혹은 물체성이기에) 사람들을 동물을 먹는 것이 정당한데, 동물을 먹지 않으면 동물이 죽임당하는 것보다 더 큰 고통을 받을 것이기 때문이다.

#### 에두아르트 폰 하르트만
폰 하르트만은 1세기 전의 영국철학자 제러미 벤담과 유사한 관점을 나타냈다. 즉, 모든 동물은 필연적으로 죽음에 직면하기에 자연적으로 견뎌낼 것보다 더 빠르고 덜 고통스런 방식으로 동물의 생명을 앗아가는 것은 도덕적으로 반대할만한 일이 아니라고 여겨져야 한다.

#### 훌리오 카브레라
훌리오 카브레라는 인간이 고통, 낙담, 도덕적 장애라는 3중 고통을 겪는 반면, 비인간 동물은 고통과 낙담이라는 2중 고통만 겪으나 도덕적 장애는 겪지 않는다고 주장한다. 이는 비인간 동물이 도덕적 존재로 여겨질 능력이 없기에 도덕적으로 실패할 수 없기 때문이다. 그는 도덕적 차원의 부재가 비인간 동물에게 일종의 행복을 구성할 수 있다고 제안하는데, 이는 인간이 직면한 실존적 부담 중 하나를 덜어주기 때문이다. 결과적으로, 그들의 삶은 인간의 삶과 같은 방식으로 구조적으로 평가절하되지 않는다. 동시에 그는 비인간 동물이 여전히 야생에서 혹독한 환경과 상당한 고통을 겪고 있으며, 인간의 행동으로 인해 이는 더욱 악화된다는 것을 인정한다.
카브레라는 동물이 도덕적 존재가 아니기에 인간은 동물과 윤리적 관계를 맺을 수 없으며, 이는 우리가 동물에 대한 도덕적 의무를 지닐 수 없고 동물에게 권리를 부여할 수 없다는 것을 의미한다고 주장한다. 그러나 그는 상호성, 대칭성, 도덕적 차원이 없기에 비인간 동물과 계약을 맺을 수 없다고 주장하나, 이것이 동물에 대한 학대를 정당화하진 않는다. 대신, 공식적인 윤리적 합의보다는 동물의 복지에 초점을 맞추는 것이 그 자체로 윤리적 결정을 구성한다고 주장할 수 있다. 이는 도덕적 차원이 없는 동물에 대해 취할 수 있는 유일한 실행가능한 접근방식일 수 있다.

### 인간혐오
인간혐오는 철학적 염세주의와 밀접한 관련이 있으나 동일하지는 않다. 염세주의가 삶의 고유한 고통을 강조하는 반면, 인간혐오는 인간의 도덕적 실패블 비판한다. 철학적 염세주의자는 존재의 고통이 보편적이고 불가피하다고 주장할 수 있는 반면, 인간혐오는 인간의 행동이 잔인함, 무관심, 도덕적 타락을 통해 이 고통을 악화시키는 방식에 초점을 맞출 수 있다. 따라서 두 관점 모두 인간에 대한 비판적 관점을 공유하나 초점이 다르다: 존재 자체의 본질에 대한 염세주의와 그 존재 내에서 인간의 역할에 대한 인간혐오다.
철학적 염세주의는 인간 본성이 존재의 고통과 허무함에 크게 기여한다고 결론내릴 경우 인간혐오로 이어질 수 있다. 반대로 인간혐오적 관점은 인간에 대한 부정적인 경험이 더 광범위한 실존적 고뇌로 이어질 수 있으므로 염세적 세계관을 강화할 수 있다.

### 낙태
염세주의자들은 삶이 나쁘다는 판단에 동의하고 일부 염세적인 반출생주의자들은 생식을 비판하지만 낙태에 대한 그들의 견해는 다르다.

#### 친죽음 견해
데이비드 베네타는 낙태에 대해 "친죽음" 입장을 취한다. 그는 임신 초기, 태아가 아직 의식을 발달시키지 않았고 도덕적으로 관련된 이해관계가 없을 때, 태아를 만기까지 갖는 것에 반대하는 추정을 채택해야한다고 주장한다. 정당화를 요구하는 것은 낙태 행위가 아니라 (임신 초기에) 태아를 낙태하지 못한 것이다. 베네타는 그러한 초기 낙태가 의무적이어야한다고 주장하지 않고, 단지 낙태를 수행하는 것이 더 바람직하다고 주장한다.

#### 반낙태 견해
훌리오 카브레라는 낙태가 이미 존재하는 것에 대한 고려와 행동을 필요로 한다는 것을 지적한다. 그는 우리가 그 일의 본질과 상관없이 그것을 도덕적 심의에 포함해야한다고 주장한다. 그는 낙태에 반대하는 다음과 같은 주장을 한다.
P1. 부정적 윤리의 관점에서 볼 때, 우리의 이익만을 위해 다른 인간을 제거하는 것, 따라서 그를 제거해야할 장애물로 취급하는 것은 잘못된 일이다.
P2. 스스로를 방어할 수 없는 사람을 위해 행동하는 것은 도덕적으로 좋은 일이다.
P3. 태아는 처음부터 종결되기 시작하며, 인간으로서 종결된다.
P4. 인간 태아는 잉태, 임신 및 출산의 맥락에서 가장 무력한 존재이다.
결론: 따라서 부정적 윤리의 관점에서 볼 때, 인간을 제거하는(낙태하는) 것은 도덕적으로 잘못된 일이다.
카브레라는 몇 가지 요점으로 이 주장을 더욱 자세히 설명한다. 우리는 모두 무가치하기에, 가해자는 피해자보다 살인을 정당화할만한 가치가 없다. 태아가 언제 인간이 되는지 말하기 어렵기 때문에 조심하는 편이 낫고 낙태하지 않는 것이 좋다. 태아는 의식, 감정, 선호도, 생각 등을 가진 합리적인 행위자가 될 잠재력이 있다. 우리는 인간을 항상 자기 구성에 있는 존재로 생각할 수 있고 태아는 그러한 유형의 존재이다. 게다가 태아는 다른 인간과 마찬가지로 "쇠퇴" 과정에 있다. 마지막으로 태아의 지위만이 아니라 낙태를 하는 사람과 낙태를 겪는 여성의 지위에 대해서도 논의해야한다.

### 죽음
아르투어 쇼펜하우어에게 모든 행동(먹기, 자기, 숨쉬기 등)은 죽음에 맞선 투쟁이었으나, 그 투쟁은 항상 죽음이 개인을 이기는 것으로 끝났다. 다른 동물들도 죽음을 두려워하기에 죽음에 대한 두려움은 합리적이지 않고 본능이나 충동에 더 가깝다. 그는 이를 삶에의 의지라고 불렀다. 그러나 결국 죽음은 개인을 해체하고 그와 함께 모든 두려움, 고통, 욕망도 해체한다. 쇼펜하우어는 죽음을 "더 이상 나 자신이 아닐 수 있는 큰 기회"로 본다. 그러나 우리의 내적 본질은 파괴되지 않는다. 우리는 보편적 의지의 표현이기 때문이다.
데이비드 베네타는 존재하게 되는 것에 대해 부정적인 견해를 가지고 있을뿐만 아니라 존재하지 않게 되는 것에 대해서도 부정적인 견해를 가지고 있다. 존재하게 되는 것이 우리에게 해롭기는 하나, 일단 존재하게 되면 우리는 계속 존재하는 데 관심이 있다. 우리는 미래에 대한 계획을 가지고 있다. 우리는 우리의 목표를 달성하고자 한다. 우리가 계속 존재한다면, 우리에게 유익할 수 있는 미래의 좋은 것들이 있을 수 있다. 그러나 죽음은 우리를 소멸시킨다. 이런 식으로 우리의 미래와 우리의 계획을 실현할 가능성을 앗아간다.

## 철학 외부에의 영향

### TV와 시네마
텔레비전 시리즈 트루 디텍티브의 시즌 1의 캐릭터 러스트 콜은 철학적으로 염세적인 세계관을 표현하는 것으로 유명하다. 시리즈의 제작자는 캐릭터를 만들 때 토머스 리고티, 에밀 시오랑, 유진 태커, 데이비드 베네타의 작품들에서 영향을 받았다.

### 문학
- 표도르 도스토옙스키 (1864). 지하로부터의 수기
- 어슐러 K. 르귄 (1973). 오멜라스를 떠나는 사람들
- 자코모 레오파르디 (1835). Canti
- 토머스 리고티 (2018). 인간종에 대한 음모: 공포라는 발명품. 펭귄 북스 ISBN 978-0143133148
- 코맥 매카시 (1992/1985). 핏빛자오선
- 코맥 매카시 (2006). 로드
- 페르난두 페소아 (1982). 불안의 서
- 유진 태커 (2018). Infinite Resignation
- 제임스 톰슨 "B.V." (1874). 두려운 밤의 도시
- 어빈 얄롬 (2005). The Schopenhauer Cure. (소설은 치료 그룹을 중심으로 일어나는 현재 사건과 아르투어 쇼펜하우어의 성격분석적전기를 번갈아가며 다룬다)
- 볼테르 (1759). 캉디드
- 기 드 모파상의 소설들과 단편들.
- 로렌스 라바디 (2014). Anarcho-Pessimism: the collected writings of Laurance Labadie

## 같이 보기
- 반출생주의
- 냉소주의
- 악신론
- 디스토피아
- 인간혐오
- 혐신론
- 악의 문제
- 악의 급진성
- 죽을 권리
- 신정론